# Кайл Ларсон
Кайл Міята Ларсон (народився 31 липня 1992) — американський професійний автогонщик. Він постійно бере участь у змаганнях Серія Кубка NASCAR, керуючи Chevrolet ZL1 № 5 для Хендрік Автоспорт. Протягом усієї своєї кар'єри в автоперегонах Ларсон був дуже успішним у гонках на грунтовій доріжці, здобувши перемоги в кількох престижних змаганнях, зокрема: Kings Royal, Knoxville Nationals та Chili Bowl Nationals. Він також брав участь у багатьох інших формах перегонів, включаючи гонки на спортивних автомобілях, де він виграв 24 години Дайтони в 2015 році з CGR. У 2023 році Ларсона назвали одним із 75-и найкращих пілотів NASCAR.

## Гоночна кар'єра

### Рання кар'єра

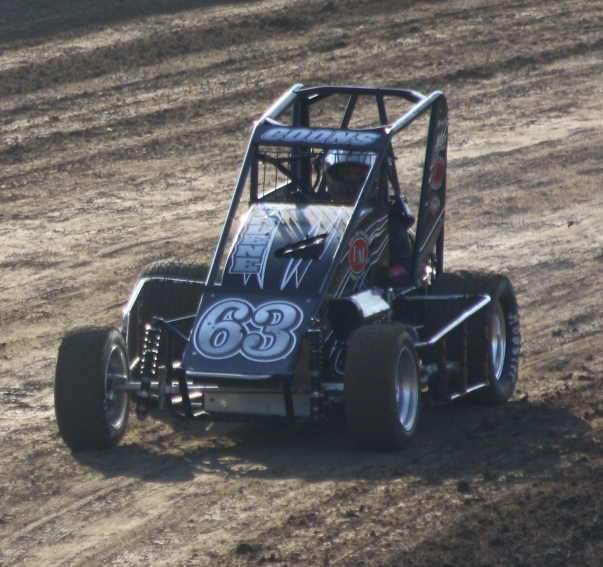
Ларсон бере участь у перегонах на карліку USAC у 2012 році

Народився 31 липня 1992 року в Елк-Гроув, штат Каліфорнія. Кайл Міята Ларсон відвідав свою першу гонку з батьками через тиждень після свого народження. Він почав брати участь у гонках у віці семи років у заборонених картингах у Північній Каліфорнії. У підлітковому віці брав участь у гонках на автомобілях з відкритими колесами, в тому числі на автомобілях Автоклуб Сполучених Штатів (USAC), Срібна корона та спринтерських автомобілях, змагаючись за Кейт Кунц Автоспорт і Гонки Хоффмана за підтримки Toyota. Під час його ранньої кар'єри в USAC офіційний представник серіалу дав Ларсону прізвисько «Юнг Мані» на знак визнання його таланту. Ларсон також брав участь у гонках спринтерських автомобілів Світ розбійників, і його перша перемога в гонці спринтерських автомобілів відбулася на Placerville Speedway, де він був одним із наймолодших водіїв, які коли-небудь брали участь. Ларсон виграв 2011 4-Корона Громадян на Ельдора
Спідвей, перемігши в усіх трьох типах автомобілів USAC за одну ніч, став лише другим водієм в історії, якому це вдалося. Того сезону він виграв дві срібні гонки та був названий найкращим новачком 2011 року. У 2010 році Ларсон є рекордсменом спринтерських автомобілів на Ocean Speedway. У 2012 році Ларсон виграв шість перегонів USAC National Midget, включаючи нічний Гран-прі Туреччини. Навіть під час своєї кар'єри на автомобілебудівництві Ларсон продовжував брати участь у перегонах серед тижня на автомобілях з відкритими колесами, а також їздив на перегони до Нової Зеландії в міжсезоння.

### Стокові автомобілі

#### NASCAR K&N Pro Series і ARCA

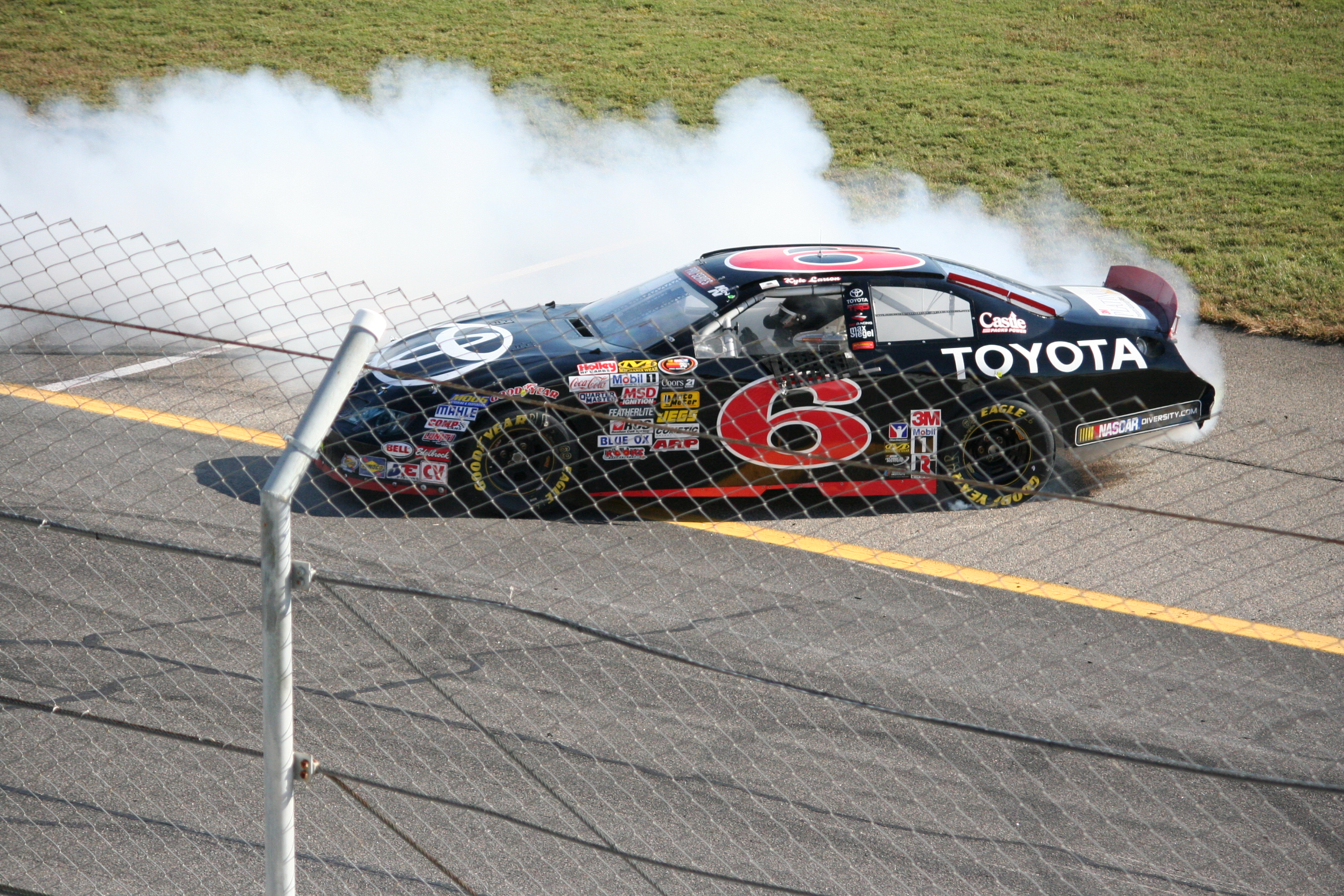
Машина чемпіонату Сходу K&N Pro Series 2012 року Ларсона

Незважаючи на те, що Ларсон висловлював певний інтерес до перегонів IndyCar, він був записаний на гоночний сезон 2012 року з Ернхардт Ганассі Гонки (EGR) у рамках програми розвитку водіїв команди. У лютому 2012 року Ларсон виграв свою 1-у гонку на повноцінному стандартному автомобілі на 100-й гонці Меморіалу Апельсинового цвіту Піта Орра на трасі новий Смірнський спідвей. Через тиждень він знову переміг на спідвеї під час Всесвітньої серії з асфальту.
У 2012 році Ларсон постійно брав участь у змаганнях NASCAR K&N Професійна серія Схід за Перегони. 9 червня 2012 року Ларсон здобув свою першу в кар'єрі перемогу в NASCAR K&N Pro Series East на Gresham Motorsports Park. На треку Нью-Гемпшир Мотор Спідвей Ларсон здобув свою другу перемогу в K&N Pro Series East. 15 червня Ларсон фінішував 13-м у своєму дебюті ARCA Racing Series на Мічиганському міжнародному спідвеї.
3 листопада Ларсон виграв чемпіонат NASCAR K&N Pro Series East 2012, здобувши 2 перемоги та 12 найкращих у 14 гонках, перемігши п'ять перемог Корі ЛаДжой (сина дворазового чемпіона серії Буш Ренді). Він також отримав нагороду K&N В Серії Новачок року на сході 7 червня 2014 року Ларсон здобув свою першу перемогу в ARCA на Pocono Raceway.

#### Серія вантажівок NASCAR Ремісник

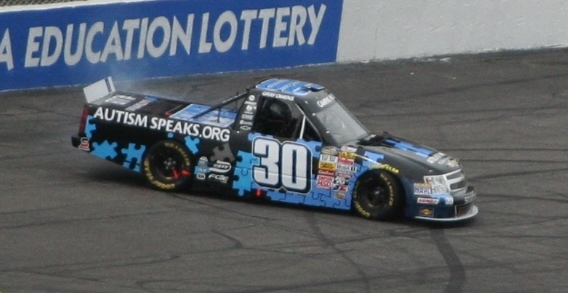
Вантажівка Ларсона, яка виграла гонку № 30 у Рокінгемі в 2013 році

28 червня 2012 року Ларсон дебютував у Camping World Truck Series на Кентуккі Спідвей на Шевроле Сільверадо № 4 для Тернер Автоспорт, де він посів 10 місце.
14 квітня 2013 року Ларсон виграв свою 1-у гонку в серії вантажівок на трасі Рокінгемський спідвей у близькому фінішувавши з Джоуї Логано. Під час святкування Ларсон показував пончики, не тримавши керма — це практика, яку він набув під час гонок на картингу. Святкування спонукало організаторів NASCAR попросити його тримати кермо з міркувань безпеки, оскільки Ларсон не міг би контролювати вантажівку без керма.
У 2016 році Ларсон керував вантажівкою № 24 для GMS Гонки на Мартінсвільський спідвей, фінішувавши 4-м. На Ельдора Спідвей Ларсон здобув свою другу перемогу в кар'єрі.
28 лютого 2020 року Ларсон оголосив, що знову приєднається до GMS Гонки, щоб керувати вантажівкою під номером 24 на автодромі Хоумстед-Маямі Спідвеї, щоб отримати винагороду, запропоновану Кевіном Гарвіком постійним гонщикам Кубка за перемогу над Кайлом Бушем. Після його відсторонення від NASCAR, Ларсон був звільнений з команди.
17 березня 2021 року було оголошено, що Ларсон керуватиме вантажівкою під номером 44 для Niece
Автоспорт під час першої брудової гонки в Брістолі. Він фінішував у гонці 35-м.
У 2023 році Ларсон здобув свою третю перемогу в кар'єрі в серії вантажівок у Норт-Вілксборо.

#### Серія NASCAR Xfinity

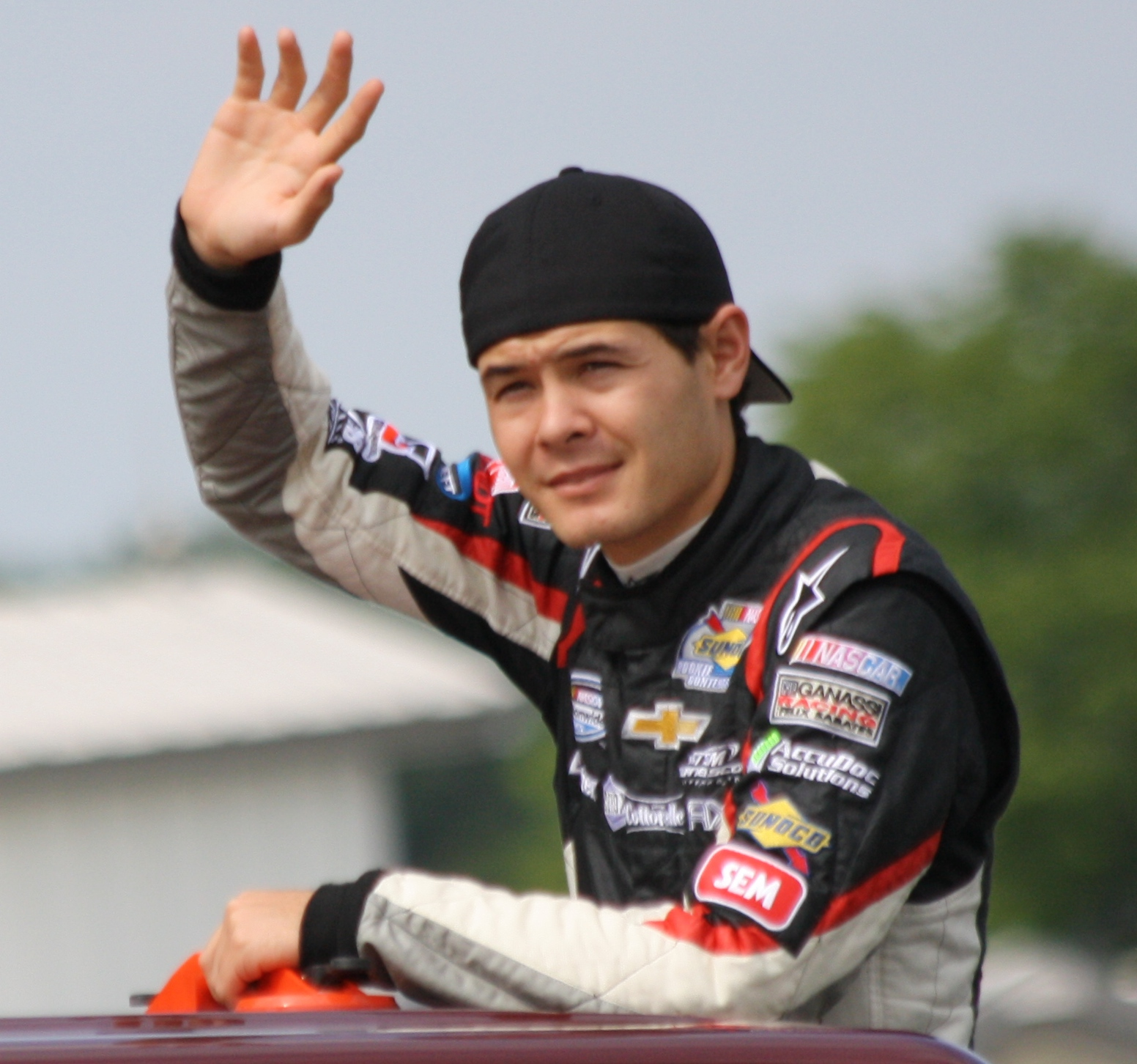
Ларсон під час дебютного сезону Загальнонаціональна серія у 2013 році

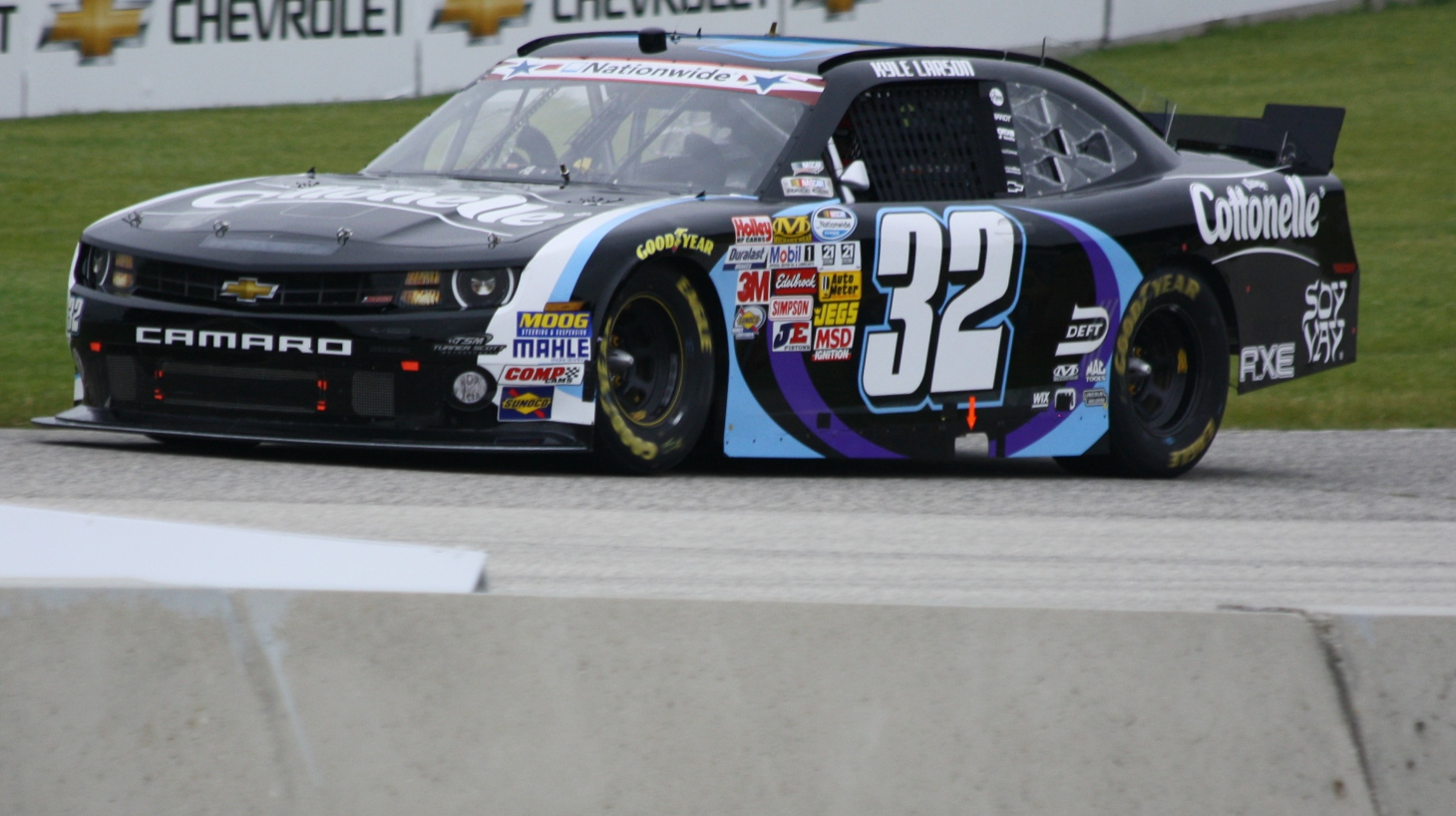
Автомобіль Larson's Загальнонаціональна серія Дорога Америки у 2013 році

У лютому 2013 року було оголошено, що Ларсон візьме участь у всеукраїнській серії NASCAR у 2013 році, керуючи Chevrolet № 32 для Турне Скотт Мотоспорт. На останньому колі відкриття сезону в Дейтоні, Ларсон потрапив у жахливу аварію, коли його машина зачепилася за правий бік машини Бреда Кеселовскі, а потім вдарилася об зовнішню стіну. У той же час Брайан Скотт вдарив його машину в праву задню частину, внаслідок чого його автомобіль піднявся в повітря, він врізався в ворота кросовера, пробив огорожу і повністю відірвав передню частину автомобіля. Ларсон дістався на старт-фініш 13-м. Він не постраждав, але від уламків постраждали 28 глядачів на трибунах, двоє з яких у важкому стані. Проте загиблих не було. У фіналі сезону в Хоумстеді Ларсон провів найбільшу кількість кіл, але поступився лідерству кінцевому переможцю Бреду Кеселовскі за 3 кола до кінця та фінішував 2-м. Ларсон виграв нагороду «Новачок року» Загальнонаціональна серія, ставши першим американцем азійського походження та першим учасником Прагнення до різноманітності, який отримав нагороду «Новачок року» в одній із національних туристичних серій NASCAR.
У 2014 році Ларсон їздив на машині № 42 за сумісництвом. 22 березня Ларсон здобув свою першу в кар'єрі перемогу в Всеукраїнській серії на Автоклуб Спідвей. Ларсон знову відсвяткував, зробивши вигорання на внутрішньому полі без керма. На шляху до перемоги Ларсон заявив: «Ці останні 11-12 кіл були найдовшими колами в моєму житті. Я був стільки разів близький до перемоги, але спосіб, яким ми це зробили, був надзвичайно особливим». На Шарлотт Мотор Спідвей він здобув свою другу перемогу в кар'єрі у Всеукраїнській серії.
У 2015 році Ларсон знову працював за сумісництвом у HScott Motorsports. Він виграв фінал сезону в Садиба і першу перемогу для HScott Motorsports.
У 2016 році Ларсон продовжив керувати автомобілем під номером 42. Він здобув 2 перемоги в Поконо і Техасі.

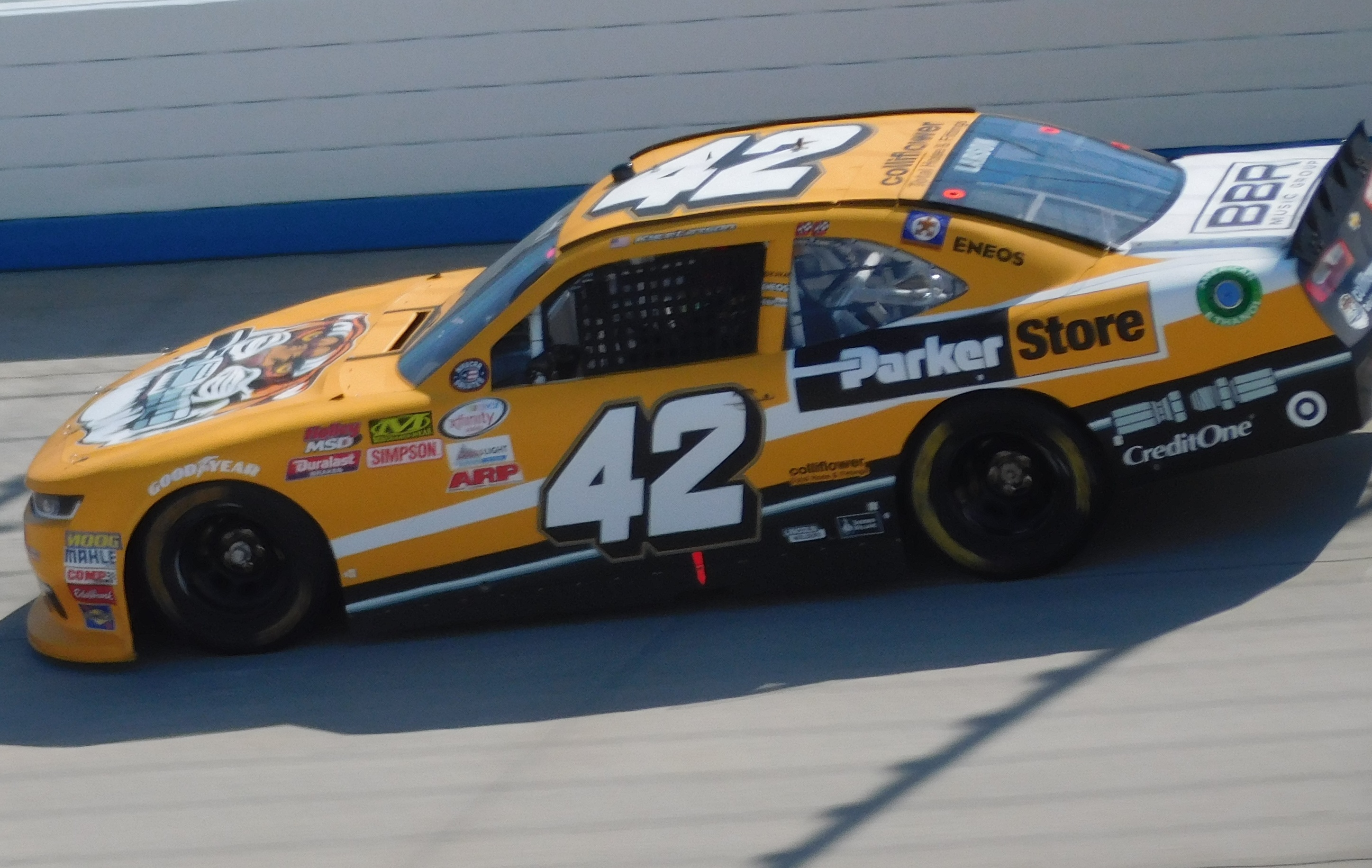
Ларсон бере участь у перегонах у Дуврі у 2017 році

У 2022 році Ларсон керував автомобілем № 17 для Хендрік Автоспорт на Дорога Америки, де він провів найбільшу кількість кіл, але фінішував другим після остаточного переможця Тай Гіббса. 20 серпня Ларсон здобув свою 13-ту перемогу в серії Xfinity на Воткінс Глен.
У 2023 році Ларсон здобув перемогу в Дарлінгтоні після останнього проходу на колі Джона Хантера Немечека.
У 2024 році Ларсон переміг на автодромі Американ, обійшовши на останньому колі Шейна ван Гісбергена та Остіна Хілла, які змагалися між собою.

#### 2013: Гонки Фенікс
27 серпня 2013 року Шарлотта Обсервер повідомила, що Ларсон керуватиме болідом № 42 для Чіп Ганасі Гонки, починаючи з сезону NASCAR Кубкова серія зі спринту 2014. Про угоду було офіційно оголошено 30 серпня. 1 жовтня було оголошено, що Ларсон дебютує в Кубкова серія зі спринту на Шарлотт Мотор Спідвей на машині № 51 для Гонки Фенікс, щоб підготуватися до сезону новачка. У своїй першій гонці серії Кубка Ларсон стартував 21-м і фінішував 37-м після того, як його двигун вибухнув на колі 247. Ларсон вдруге стартував у серії Кубка на трасі Мартінсвільський спідвей, де він фінішував 42-м після чергової відмови двигуна.

#### 2014: сезон новачків

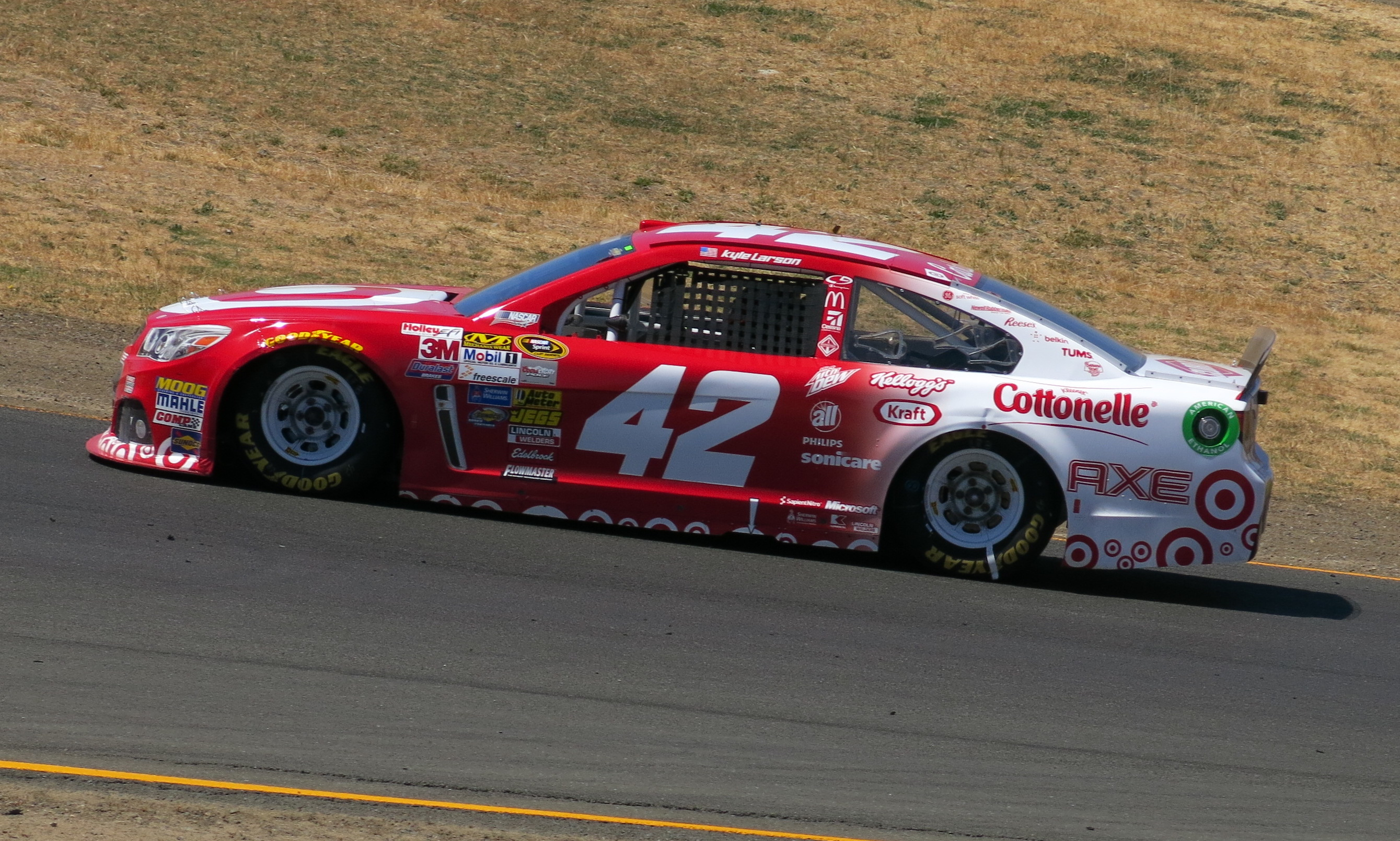
Автомобіль серії Кубка Ларсона на автодромі Sonoma Raceway у 2014 році

На Дейтона 500 2014 року Ларсон двічі потрапив у стіну та з'їхав з піт-роуду на перших колах гонки. Незважаючи на ремонт автомобіля, Ларсон вилетів на 22 колі. Пізніше під час нічної гонки він зазнав аварії від іншого претендента-новачка Остіна Діллона, який спровокував аварію 7 автомобілів на колі 163 і фінішував 38-м. Ларсон заслужив своє найкраще друге місце в кар'єрі на Автоклуб Спідвей.
На Richmond Raceway Ларсон зафіксував швидкість 126,880 милі за годину (204,194 км/год). Після того, як кваліфікація закінчилася, він отримав поул, будучи найшвидшим на тренуванні. На першому колі Ларсона випередив Клінт Бойєр під час проходження першого повороту, а потім фінішував 16-м.
У Мічигані Ларсон вилетів на 7-му колі, від'їхавши на другому повороті. Пізніше в перегонах він заблокував одного зі своїх сильних противників Тоні Стюарта, намагаючись вийти вперед, в результаті чого блок пошкодив решітку Стюарта. У відповідь Стюарт спробував відповісти, під час періоду жовтого прапора. Коли йому сказали, що Стюарт злий на нього за блокування, Ларсон знизав плечима, відповівши: «Тоні, мабуть, Тоні, я здогадуюсь. Під час перезапуску я був дуже щільний до тих, хто був біля мене, і я дивився в дзеркало й бачив, як він кидається праворуч, тому я стрибнув праворуч, і він вдарив мене, і я не знаю, він просто намагався навчити мене уроку, я здогадуюсь». Перед гонкою в Сономі Стюарт попередив Ларсона, сердито сказавши: «Незабаром він навчиться не блокувати мене».
Ларсон заробив свій перший поул у серії Кубка для Gobowling.com, де він встановив рекорд траси зі швидкістю кола 183,438 миля/год (295,215 км/год). Він фінішував 11-м у гонці. Незважаючи на відсутність перемог, Ларсон отримав нагороду «Новачок року» серії Кубок зі спринту з 8-ма п'ятірками та 16-ма десятками. Його статистика вища, ніж в інших сезонах новачків в історії, наприклад у Річарда Петті та Джеффа Гордона .

#### 2015 рік

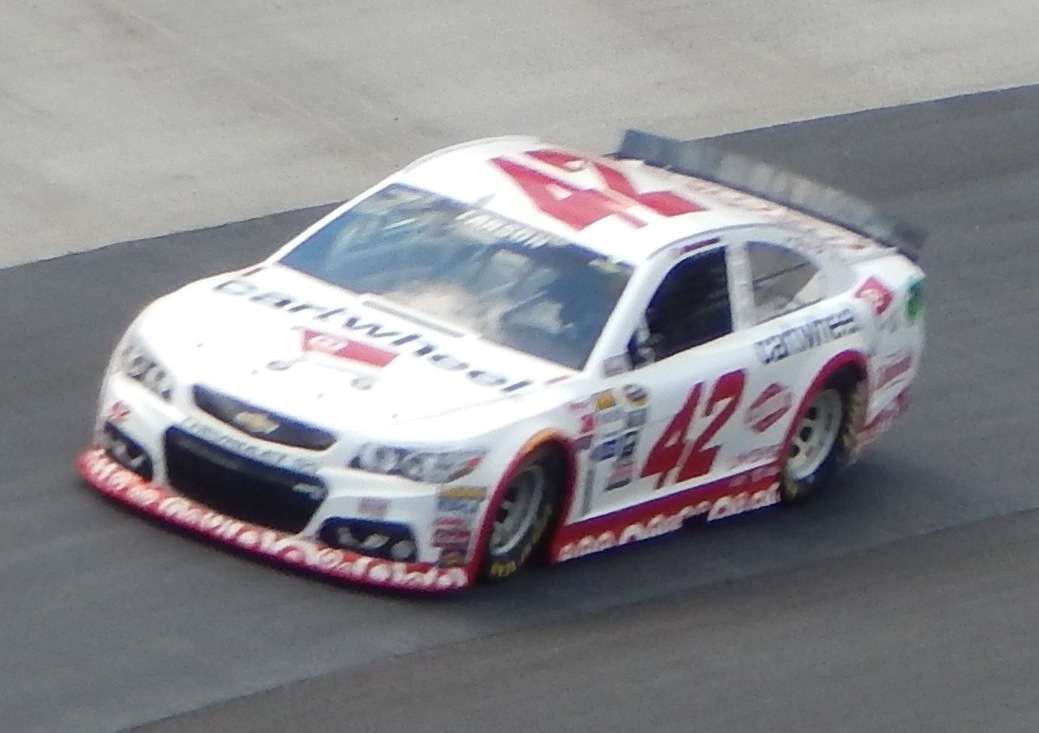
Автомобіль Ларсона № 42 на автодромі Bristol Motor Speedway у 2015 році

Ларсон розпочав сезон із DNF на Дейтона 500 2015 року. Під час автограф-сесії на Мартінсвільський спідвей Ларсон знепритомнів і був госпіталізований. Його замінила Реган Сміт. Через два дні Ларсона виписали з лікарні з діагнозом: зневоднення, яке стало причиною непритомності. Під час обережних кіл на Банк Америки 500 Ларсон і Кайл Буш зіткнулися на вході на піт-роуд, що позбавило Ларсона шансів на перемогу та фінішом 21-м. Після невтішного сезону він посів 19 місце в турнірній таблиці за очками.

#### 2016 рік

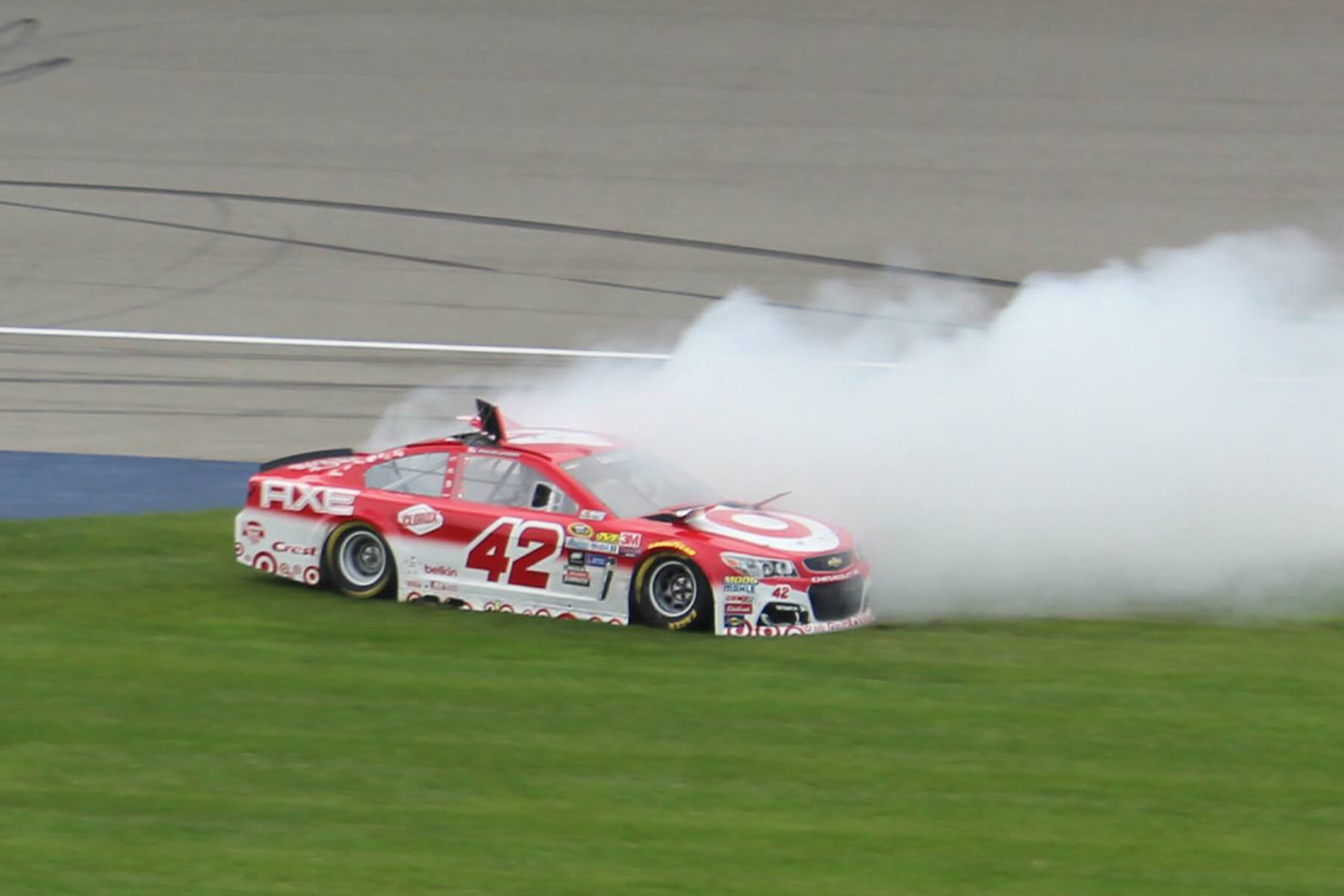
Ларсон святкує свою першу в кар'єрі перемогу в серії Кубка на Чистий Мічиган 400 у 2016 році

Ларсон розпочав сезон із сьомого місця на Дейтона 500 2016, його першої топ-10 і першої не в DNF. 21 травня 2016 року Ларсон виграв Спринт Розборки після того, як обійшов претендента-новачка Чейза Елліотта, щоб вперше отримати місце в Гонці зірок. У 2016 NASCAR Спринтерська гонка всіх зірок Ларсон взяв лідерство під час останнього повторного старту, але його обійшов Джої Логано та вдарився об стіну за два кола до фінішу та фінішував 16-м.
28 серпня Ларсон здобув свою першу перемогу в серії Кубок зі спринту у Мічигані. Перемога Ларсона вперше в його кар'єрі кваліфікувала його в Чейз. У своєму першому виступі в Чейзі Ларсон фінішував 18-м у Чикаголенді та 10-м у Нью-Гемпширі. Похмуре 25-те місце Ларсона в Дуврі виключило його з Чейзу.

#### 2017 рік

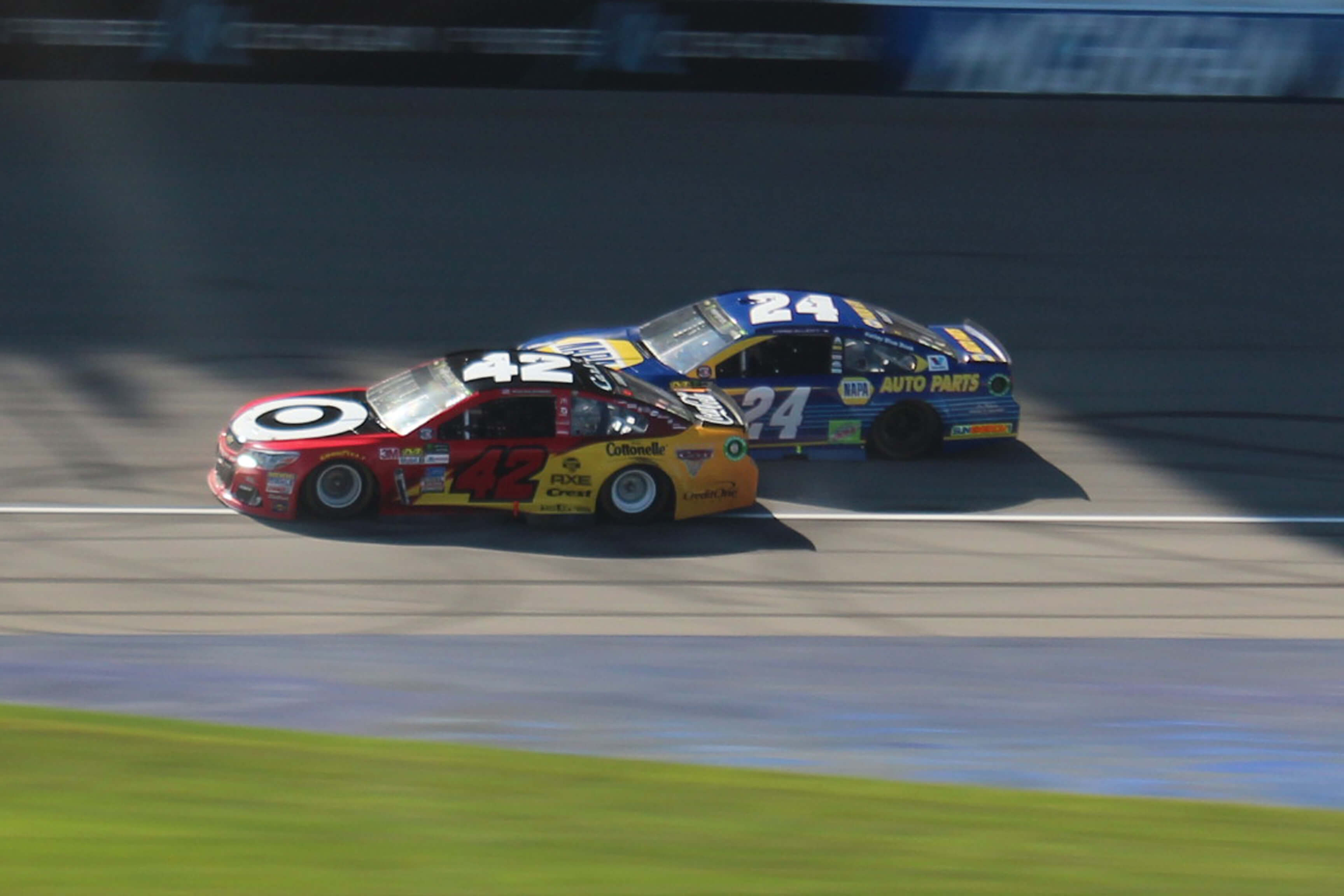
Ларсон і Чейз Елліотт борються за лідерство під час FireKeepers Казино 400 у 2017 році

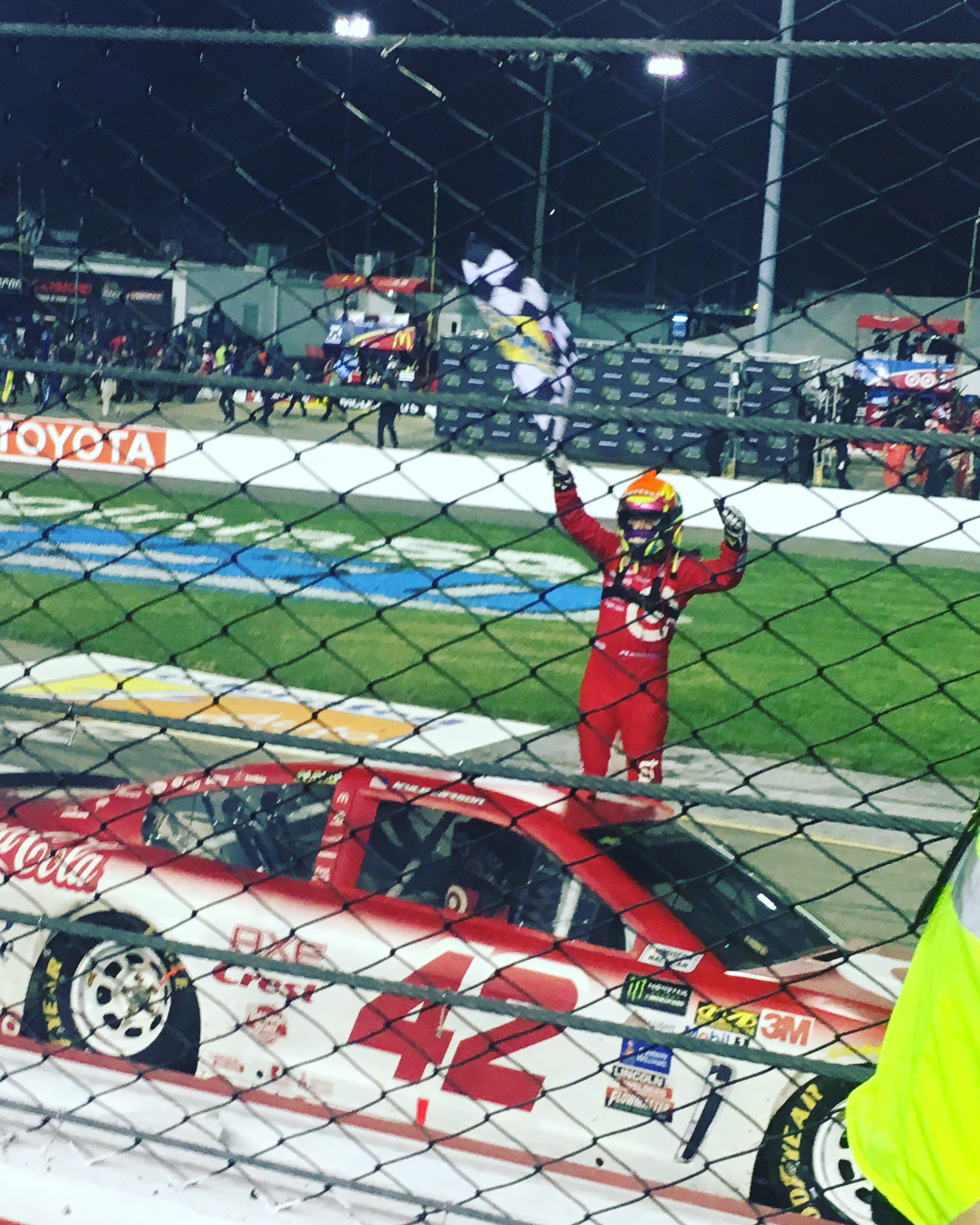
Ларсон розмахує картатим прапором у повітрі після перемоги на Федеративні автозапчастини 400 у 2017 році

Ларсон взяв лідерство на останньому колі Дейтона 500 2017, але закінчилося паливо і фінішував 12-м. Ларсон тричі поспіль посів другі місця в Атланті, Лас-Вегасі та Фініксі, що дозволило йому взяти лідерство за очками в турнірній таблиці. На Автоклуб 400 Ларсон здобув свою другу перемогу в кар'єрі. У FireKeepers Казино 400 Ларсон здобув свою другу поспіль перемогу в Мічигані.
У Кентуккі Ларсон стартував у задній частині поля після того, як він не зміг встановити кваліфікаційний час, оскільки застряг на перевірці, і фінішував другим після можливого переможця Мартіна Труекса-молодшого. 12 липня Ларсон втратив лідерство за очками в турнірній таблиці, коли він був оштрафований на 35 балів за неправильне охолодження заднього гальма. Головний екіпаж Чед Джонстон був дискваліфікований на три гонки, а Тоні Лундерс зайняв його місце. Тижднем пізніше Ларсон виграв поул за Лоудона Овертона 301, але був змушений віддати його Truex після того, як не пройшов перевірку після кваліфікації через несхвалену кришку задньої деки. Він фінішував другим у гонці після того, як стартував 39-м.
Під час останнього перезапуску на Чистий Мічиган 400 Ларсон знову стартував 4-м і взяв лідерство після чотирьох широких пасів і продовжив свою третю поспіль перемогу в Мічигані. У фінальній гонці регулярного сезону в Річмонді Ларсон здобув свою четверту перемогу в сезоні (і свою першу перемогу не на двомильній трасі).
Ларсон пройшов до 1/8 фіналу після того, як він потрапив до п'ятірки найкращих у Чикаголенді, Нью-Гемпширі та Дуврі. У Канзасі двигун Ларсона вибухнув на 78 колі, що поклало кінець його сподіванням на чемпіонство. Після вибуття з плей-офф Ларсону не пощастило, оскільки він фінішував 37-м через аварії у Техасі та Мартінсвіллі, а ще й зайнявши останнє місце у Фініксі через прострочений двигун, його 4-й DNF поспіль. Ларсон закінчив сезон на 8-му місці в очковій таблиці.

#### 2018 рік

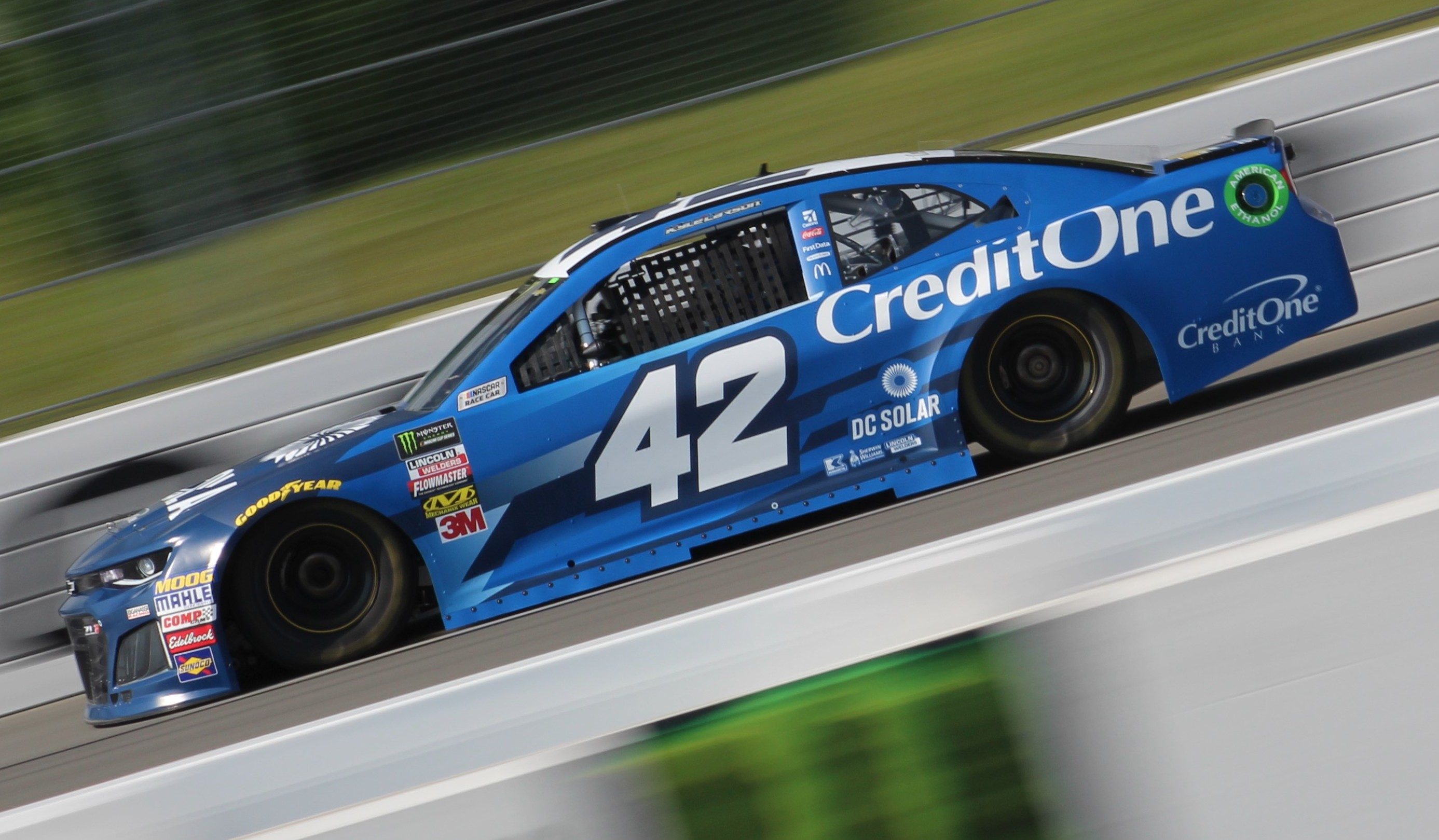
Ларсон на Поконо Рейсвей у 2018 році

Незважаючи на відсутність перемог протягом усього сезону 2018 року, Ларсон добрався до плей-офф, зберігши п'ять других місць, вісім топ-5 і 13 топ-10. На Банк Америки Ровал 400 Ларсон провів 47 кіл і змагався за перемогу, поки не потрапив у аварію кількох автомобілів під час пізнього перезапуску, в якому також брали участь претенденти в плей-оф Бред Кеселовскі та Кайл Буш. Незважаючи на те, що автомобіль був серйозно пошкоджений в результаті аварії, Ларсон, кульгаючи, перетнув фінішну пряму 25-м після того, як обійшов Джеффрі Ернхардта, що забезпечило йому місце в 1/8 фіналу.
Ларсону ще більше не пощастило в осінній гонці в Талладезі, коли він підірвав праву передню шину і вилетів на 105колі. Він фінішував 11-м, але команда № 42 отримала 10 очок для водія та 10 очок для власника після того, як команда порушила політику щодо пошкоджених транспортних засобів, використавши металеві вкладки замість кріплень та стрічки для ремонту розірваного правого переднього крила. Ларсон фінішував 3-м на осінніх перегонах у Канзасі, але вибув із 1/8 фіналу. Він завершив сезон 9-м у турнірній таблиці за очками, що є найвищим показником серед пілотів, які не виграли в 2018 році, і в 3-є поспіль потрапив у топ-10.

#### 2019 рік

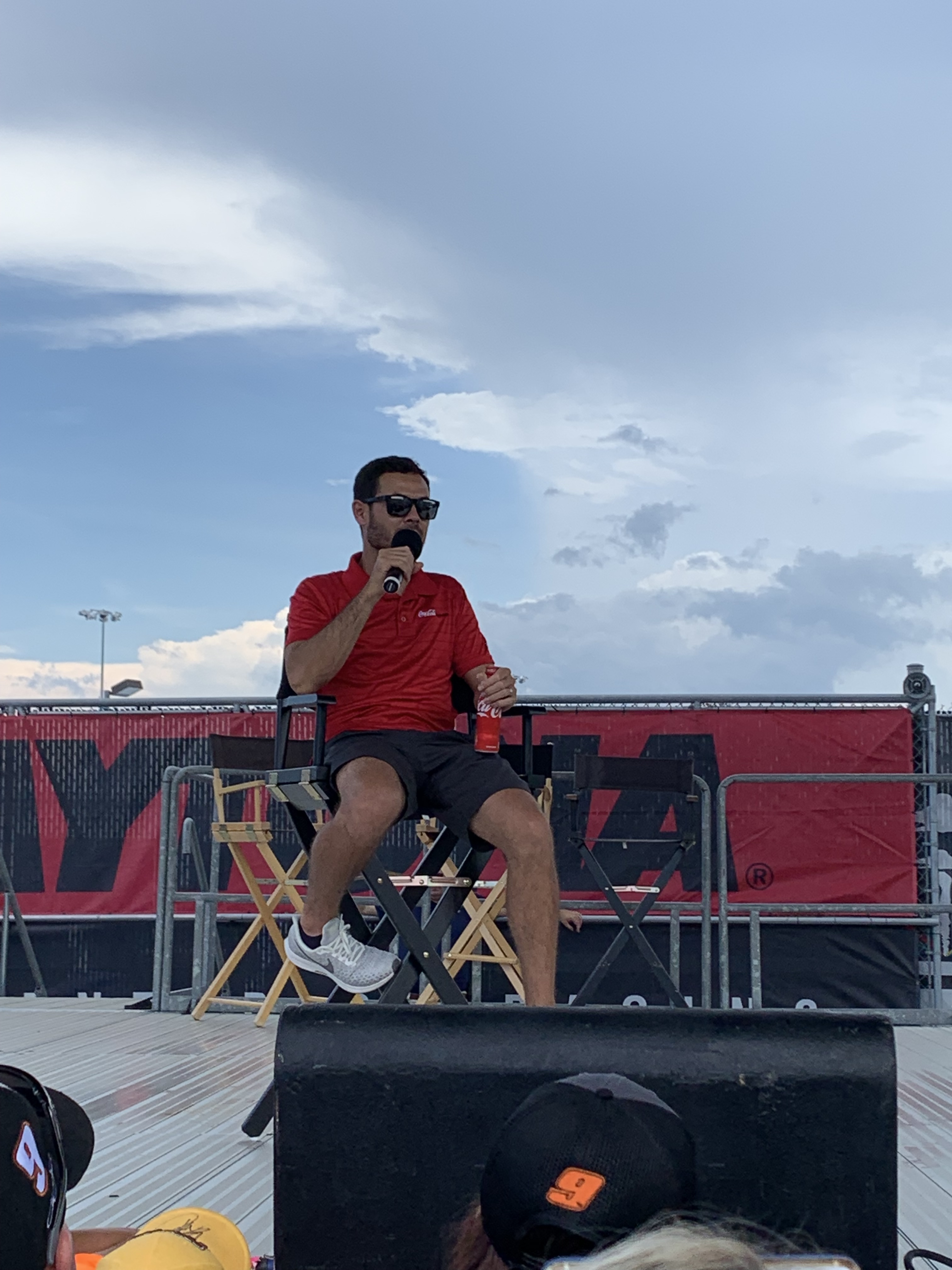
Ларсон під час фан-зони на міжнародному спідвеї в Дейтоні 5 липня 2019 року

Перед початком сезону 2019 року Ларсон втратив свого основного спонсора DC Solar, в штаб-квартиру якого 18 грудня 2018 року ФБР провело рейд. Ларсон розпочав сезон із 7-го місця на Дейтона 500 2019 . В Атланті Ларсон провів понад 100 кіл, перш ніж його покарали за перевищення швидкості на піт-роуді, через що він опинився на задньому плані та фінішував 12-м. 26 лютого 2019 року Ларсон викликав суперечку в спортивному сегменті NBC Splash & Go! з ведучим Ріком Алленом, коли він жартома натякнув, що Хендрік Автоспорт починає «шахраювати та знаходити певну швидкість» через пару місяців на початку сезону. Пізніше Ларсон вибачився перед Ріком Хендріком за свої коментарі.
На останньому колі весняної гонки в Талладезі Ларсон потрапив у серйозну аварію, його автомобіль піднявся в повітря та кілька разів перекинувся. Він був неушкоджений. 18 травня Ларсон виграв 2019 Monster Energy NASCAR All-Race. Посівши друге місце в Дарлінгтоні, Ларсон четвертий рік поспіль здобуває місце в плей-офф, незважаючи на жодну перемогу.
6 жовтня Ларсон переміг у Дуврі, перервавши безвиграшну серію з 75 гонок. Перемога забезпечила йому вихід у 1/8 фіналу. Під час осінньої гонки в Талладезі Ларсон потрапив у аварію кількох автомобілів на 108 колі, в результаті чого отримав перелом нижнього ребра. Незважаючи на 4-е місце у Фініксі, Ларсон не зміг пройти до Чемпіонату 4. Він закінчив сезон шостим у турнірній таблиці за очками, це є найкращим результатом його кар'єри на сьогоднішній день.

#### 2020 та призупинення
Ларсон розпочав сезон із десятого місця на Дейтона 500 2020. Під час Автоклуб 400 Денні Хемлін перевернув Ларсона на стіну першого повороту, що призвело до 21-го місця. Коли сезон було призупинено після чотирьох гонок через пандемію COVID-19, Ларсон був сьомим у рейтингу за очками, потрапивши 2 у топ-10 і 1 у топ-5.
13 квітня 2020 року Ларсон був відсторонений від Чіп Ганасі Гонки на невизначений термін без збереження заробітної плати після того, як напередодні він використав расистську образу під час заходу iRacing. Невдовзі після оголошення Ганассі NASCAR також відсторонила Ларсона на невизначений термін і наказала йому завершити тренування на чутливість, перш ніж йому дозволять знову брати участь у перегонах. Ларсон також був відсторонений від Світ розбійників, але його відсторонення було скасовано до того, як вони повернулися до перегонів. Кілька корпорацій, таких як McDonald's, Кредит Один Банк і Chevrolet, також припинили спонсорство Ларсона. Наступного дня CGR звільнив Ларсона. 27 квітня Метт Кенсет зайняв машину під номером 42 до кінця сезону 2020 року.
У жовтні 2020 року, після декількох місяців бездіяльності в соціальних мережах, Ларсон опублікував на своєму веб-сайті есе, в якому вибачився за використання образи та заперечував, що воно є репрезентативним для нього. У заяві Ларсон сказав, що під час перегонів за кордоном він зустрічав людей, які регулярно вживали це слово. Він взяв на себе відповідальність за свої дії, включно з відстороненням і звільненням з CGR, і сказав, що, хоча він закінчив навчання чутливості, він зробив більше, ніж від нього вимагалося, щоб змінити свою поведінку. Він навіть поїхав до Міннесоти після вбивства Джорджа Флойда та брав участь у різноманітних заняттях, щоб дізнатися більше про афроамериканську спільноту.
У заяві також зазначено, що деякі люди, які брали участь у його кар'єрі, включаючи Ганассі, підтримували з ним зв'язок під час його реабілітації, що переконало його в надії на порятунок кар'єри. Ларсон також сказав, що він сподівається, що його невдача «стала уроком для всіх», і зараз шукає повернення до серії Кубка. У середині жовтня повідомляли, що Ларсон офіційно подав заяву на відновлення. Того ж місяця було оголошено, що NASCAR відновила права Ларсона на змагання з 1 січня 2021 року.

#### 2021: Чемпіонський рік

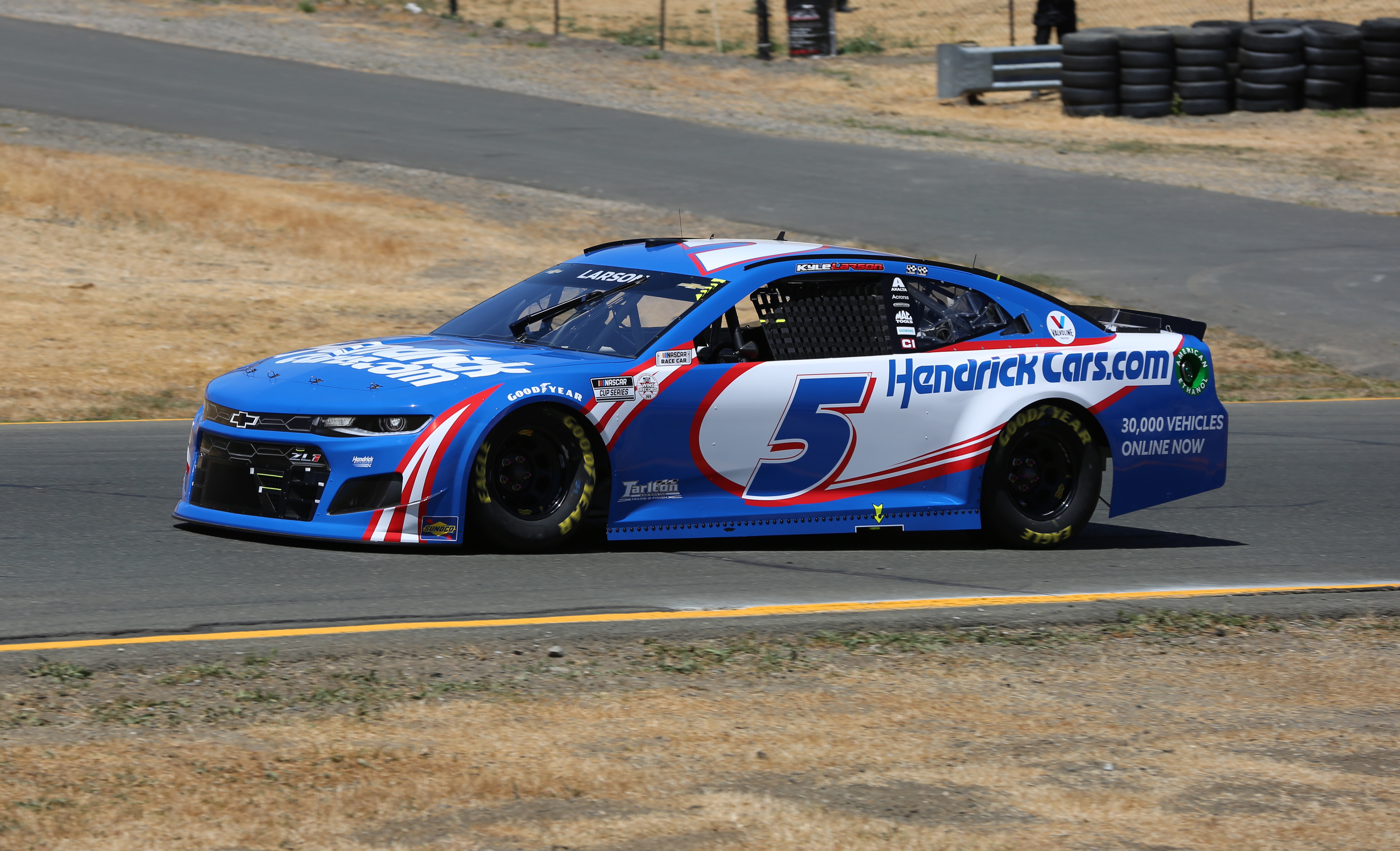
Переможний автомобіль Ларсона під час Toyota/Save Mart 350 2021 року

28 жовтня 2020 року було оголошено, що компанія Хендрік Автоспорт підписала з Ларсоном багаторічну угоду, щоб їздити на боліді № 5, починаючи з сезону NASCAR Серія Кубка 2021 . Під час оголошення також було оголошено, що автомобіль № 5 ще не спонсорувався, хоча Хендрік оголосив, що буде самостійно спонсорувати автомобіль через свої компанії HendrickCars.com і NationsGuard, доки вони не знайдуть довгострокових спонсорів. Пізніше також було оголошено, що, незважаючи на те, що Хендрік зазвичай не дозволяв своїм водіям брати участь у гонках, окрім своєї команди NASCAR, команда домовилася про пункт у контракті, який дозволяв Ларсону продовжувати брати участь в гонках у бруді, за умови, що він зосереджувався головним чином на програмі Кубка.
Ларсон розпочав свій сезон 2021 року з 10-го місця на Дейтона 500 2021. У Лас-Вегасі Ларсон здобув свою першу перемогу з HMS, пройшовши 103 з 267 кіл. До перемоги він дев'ять разів фінішував другим на 1,5-мильних трасах.
30 травня Ларсон виграв Coca-Cola 600. Перемога Ларсона також стала 269-ю перемогою в Кубку для Хендрік Автоспорт, випередивши Дрібні підприємства за кількістю перемог у Кубку як гоночна команда в історії NASCAR. Тижнем пізніше Ларсон здобув свою першу перемогу на трасі в Сономі. 13 червня Ларсон виграв Гонку всіх зірок NASCAR 2021, ставши 9-м гонщиком, який вигравав Гонку всіх зірок більше одного разу. Він також став 8-м гонщиком в історії NASCAR Серія Кубка, який виграв Coca-Cola 600 і гонку всіх зірок в одному сезоні. У Нешвіллі Ларсон здобув свою третю перемогу поспіль (Гонки всіх зірок, оскільки за них не налічують очки, тобто не враховують).
На останньому колі подвійної гонки Поконо 1 Ларсон був на межі 4-ї поспіль перемоги, доки ліва передня шина не спустилася й не вдарилася в стіну на 3 повороті, тоді його товариш по команді Алекс Боумен у підсумку виграв гонку, а Ларсон фінішував 9-м. Наступного дня, незважаючи на те, що в результаті інциденту він використав резервну машину, Ларсон проскочив і фінішував 2-м після кінцевого переможця Кайла Буша після ризику з паливом.
У Воткінс-Глен Ларсон здобув свою рекордну за кар'єру 5-ту перемогу в сезоні 2021року. Після перегонів у Воткінс-Глен Ларсон і Денні Хемлін розділили очки в турнірній таблиці регулярного сезону. Після Coke Zero Sugar 400 Ларсон виграв чемпіонат регулярного сезону.
У перегонах плей-офф Дарлінгтона Ларсон провів 156 кіл, але фінішував другим після Хемліна. Під час Федеративні автозапчастини 400 Ларсон отримав достатньо балів, щоб вийти до 12 фіналу. На нічній гонці в Брістолі Ларсон виграв свою шосту гонку в сезоні над Кевіном Гарвіком. Його перемога була дещо затьмарена сваркою між Харвіком і Чейзом Елліоттом після гонки через інцидент на трасі.
У Шарлотта Роваль Ларсон здобув свою 7-у перемогу в сезоні після того, як подолав проблеми з електрикою. Він став першим гонщиком в історії Кубка NASCAR, який виграв три різні траси в одному сезоні, а також став першим гонщиком після Кейсі Кане в 2006 році, який виграв обидві гонки Шарлотта.
У 1/8 фіналу Ларсон здобув свою 8-у перемогу в сезоні в Техасі, чим забезпечив собі місце в чемпіонаті 4. Через тиждень у Канзасі він здобув свою 9-ту перемогу в сезоні та став першим гонщиком після Дейла Ернхардта в 1987 році, який виграв 3-и гонки поспіль 2-чі в одному сезоні.
У фіналі сезону в Фініксі Ларсон стартував на поулі та провів 107 кіл на шляху до своєї 10-ї перемоги в сезоні та здобув свій перший чемпіонат NASCAR Серія Кубка. Він став першим гонщиком, який здобув 10 перемог і став чемпіоном в тому самому сезоні з часів Джиммі Джонсона в сезоні 2007 року . Ларсон завершив чемпіонський сезон 2021 року з 10-ма перемогами, 18-ма перемогами на етапах, 20-ма п'ятірками, 26-ма десятками, 2581 коло лідера та середнім результатом 9,1.

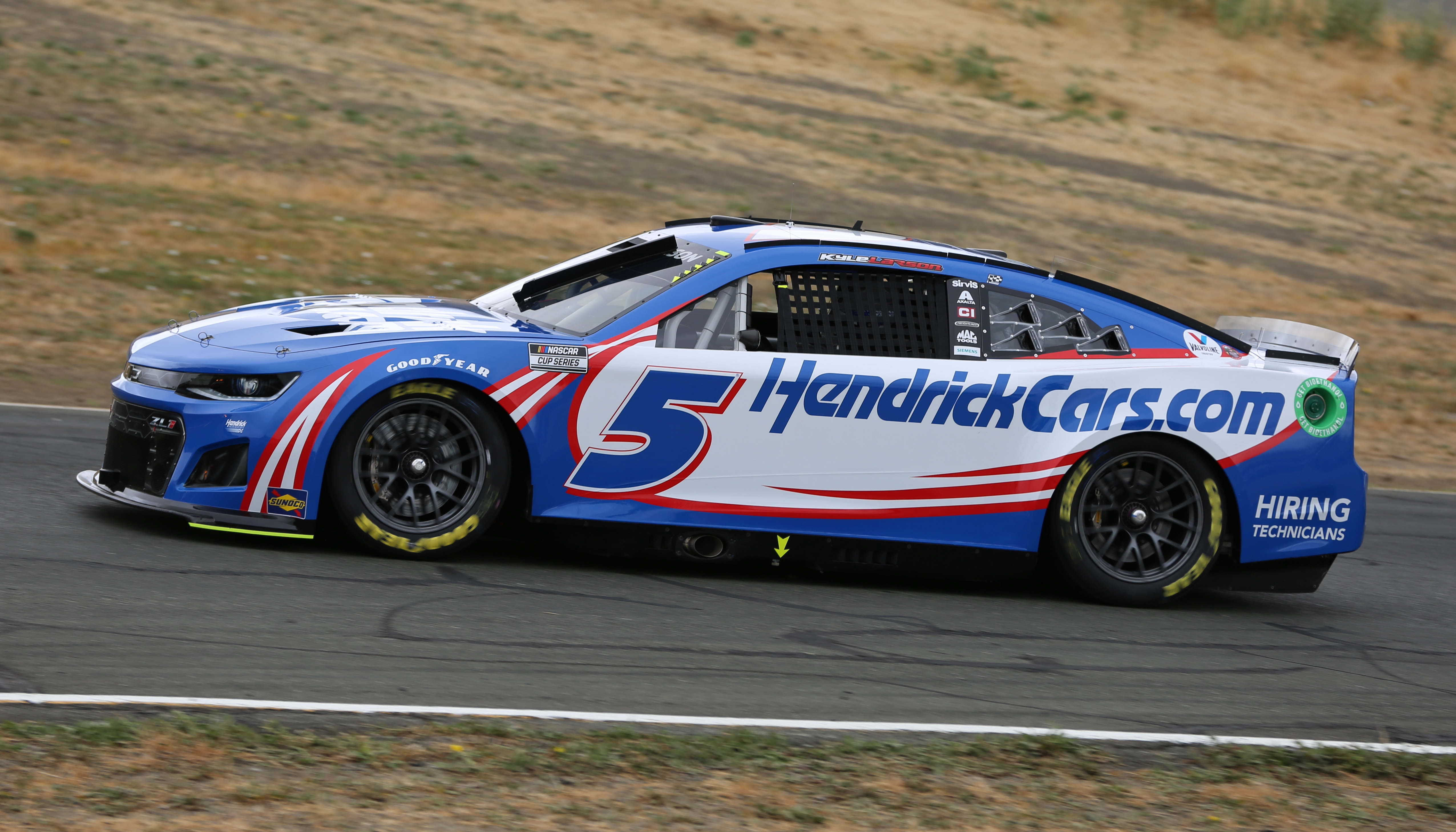
Автомобіль Ларсона № 5 на автодромі Sonoma Raceway у 2022 році

Ларсон розпочав сезон, стартувавши з поулу на Дейтона 500 2022 року, і фінішував 32-м після того, як потрапив у аварію на передній ділянці на 192 колі. Через тиждень Ларсон відновився, здобувши перемогу на Автоклуб Спідвей, що стало його другою перемогою в кар'єрі на трасі. У Сономі п'ята машина Ларсона втратила колесо на колі 84. Через два дні керівник екіпажу Кліфф Деніелс був дискваліфікований на чотири гонки. Кевін Міндерінг, який працював головним командою Джиммі Джонсона в сезоні 2019 року, замінив Кліффа. У Воткінс-Глен Ларсон випередив свого товариша по команді Чейза Елліотта під час останнього перезапуску та здобув свою другу перемогу поспіль у Воткінс-Глені. На Coke Zero Sugar 400 Ларсон стартував першим, але на 15 колі його двигун вибухнув і він фінішував 37-м.
16 вересня 2022 року HMS оголосило, що Ларсон підписав багаторічний контракт, і залишиається в команді до 2026 року. Ларсон вибув з 1/8 фіналу після того, як фінішував 35-м у Шарлотт Роваль.
На 94-му колі в Лас-Вегасі Ларсона розбив Бубба Воллес на передній ділянці після того, як Воллес врізався в стіну, а Крістофер Белл також потрапив у аварію. Під час попередження Уоллес зіткнувся з Ларсоном у штовханні. Цей інцидент призвів до дискваліфікації Уоллеса на одну гонку. Через тиждень Ларсон здобув свою 3-ю перемогу в сезоні на Хоумстеді. Він завершив сезон на 7-у місці в очковій таблиці.

#### 2023 рік

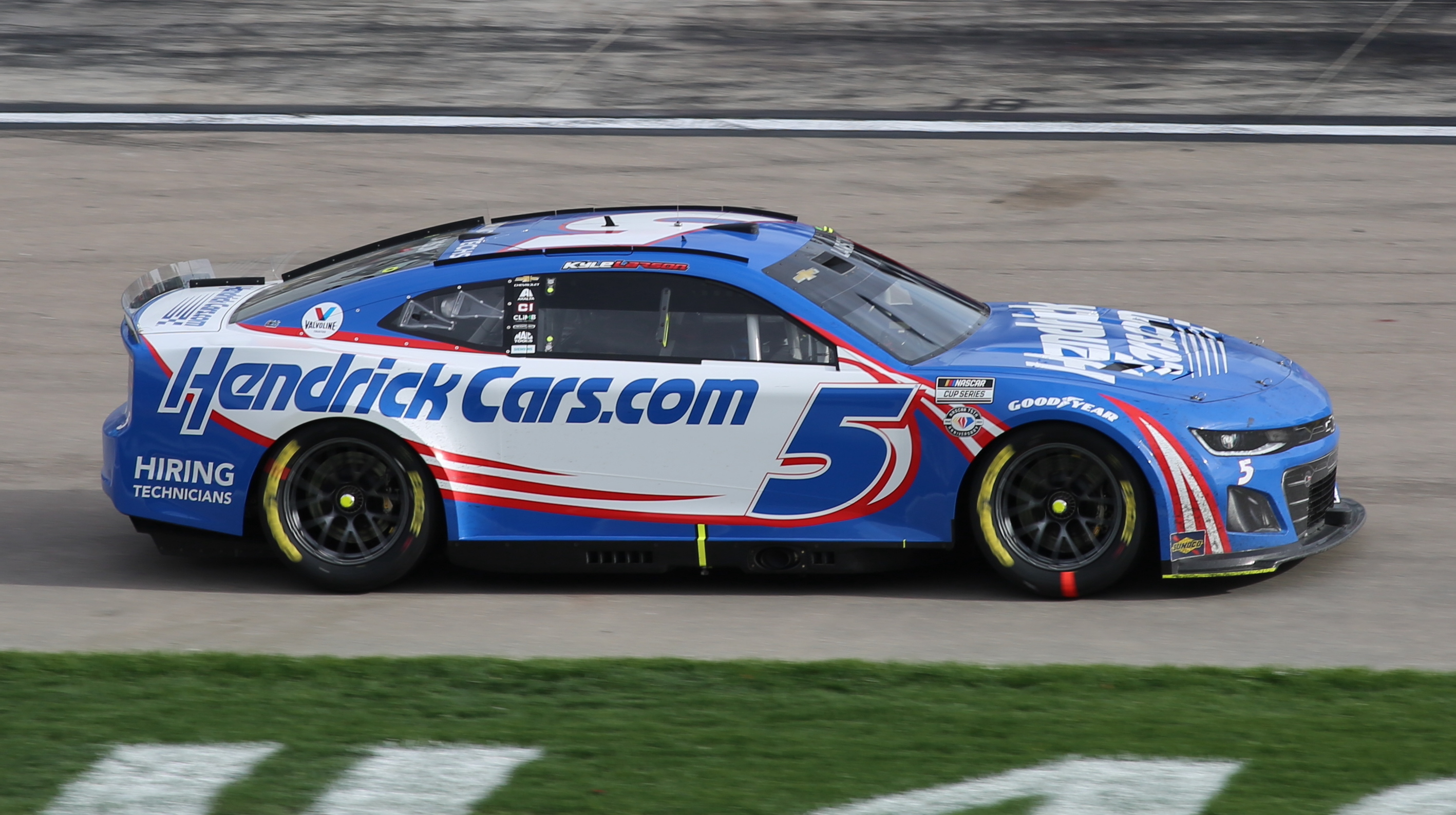
Ларсон на трасі Лас-Вегас Мотор Спідвей у 2023 році

Ларсон розпочав сезон із DNF на Дейтона 500 2023 року. 15 березня 2023 року № 5 отримав штраф L2 після того, як під час перевірки в Фініксі на машині було виявлено несхвалені жалюзі капота. У результаті команда отримала 100 очок водія та власника та 10 очок плей-офф. Крім того, керівник екіпажу Кліфф Деніелс був дискваліфікований на чотири гонки та оштрафований на 100 000 US$. 29 березня Національна апеляційна комісія з автоспорту змінила покарання, залишивши в силі штраф і відсторонення Деніелса, але команда № 5 відновила очки власника, водія та плей-офф.
У Річмонді Ларсон здобув свою 20-у перемогу в кар'єрі. Через два тижні він переміг у Мартінсвіллі, і це також була перша перемога для машини № 5 на цій трасі з 1984 року. 21 травня Ларсон здобув свою третю перемогу в кар'єрі на гонці зірок NASCAR 2023, яка зрівнялася з Дейлом Ернхардтом і Джеффом Гордоном як триразовий переможець усіх зірок і єдиний пілот, який виграв гонку всіх зірок на 3-х різних гоночних трасах (Шарлотт, Техас і Північний Вілксборо).
У плей-офф Ларсон виграв Південний 500, щоб отримати місце в 1/8 фіналу. Це також 500-а загальна перемога відділу двигунів Хендрік Автоспорт. Ларсон переміг у Лас-Вегасі, щоб стати Чемпіонатом 4. Під час 4EVER 400 Ларсон врізався в бочки з піском, виїжджаючи на яму на 214 колі, і фінішував 34-м. За підсумками сезону він посів 2 місце в турнірній таблиці за очками.

#### 2024 рік

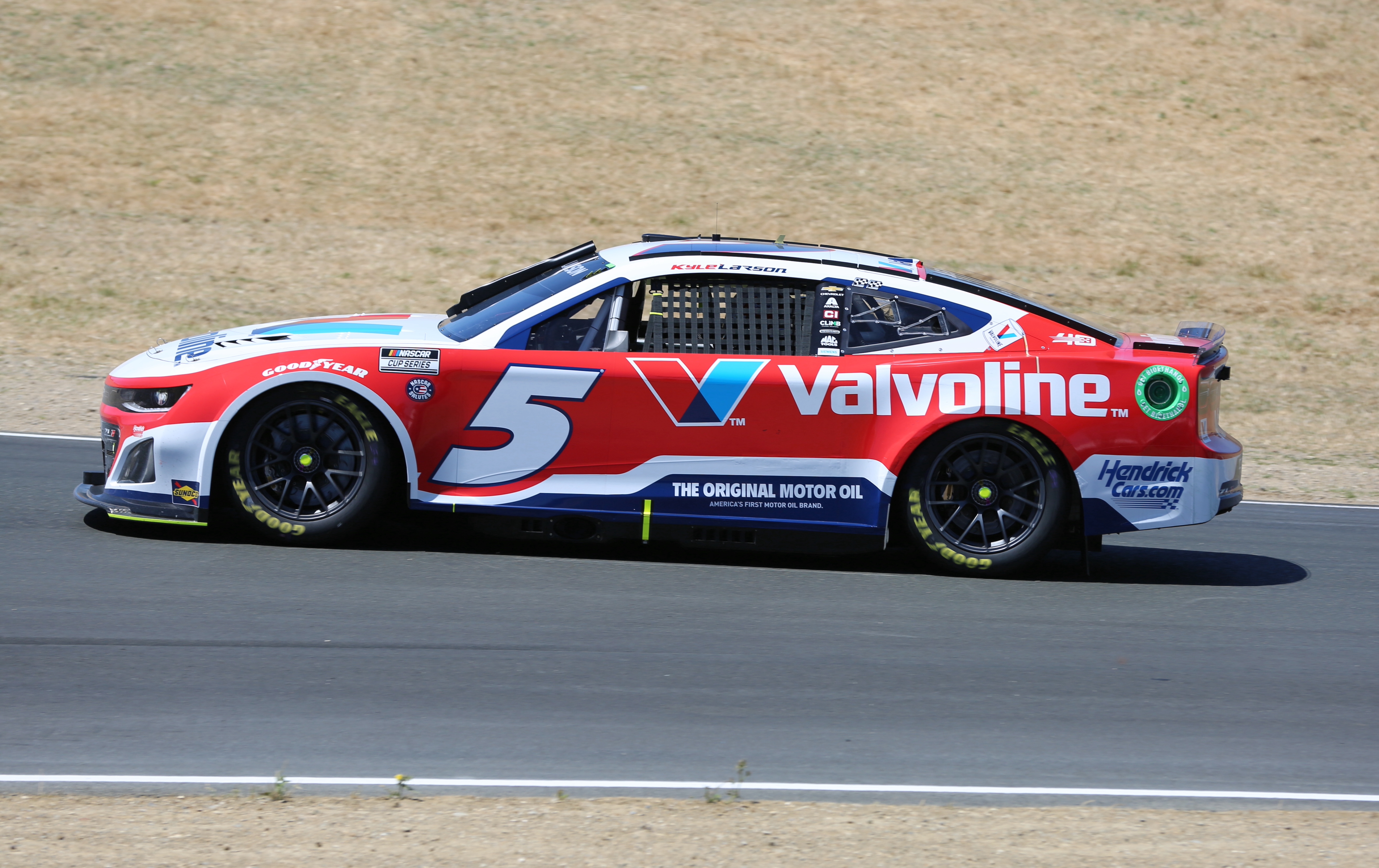
Переможний автомобіль Ларсона під час Toyota/Save Mart 350 2024 року

Ларсон розпочав сезон з 11-го місця на Дейтона 500 2024 року . Через два тижні Ларсон здобув свою першу перемогу в сезоні в Лас-Вегасі. На весняних перегонах у Канзасі Ларсон переміг Кріса Бюшера з різницею в 0,001 секунди, що є найближчим результатом в історії Кубка NASCAR. Ларсон намагався взяти участь у Індіанаполіс 500 і Coca-Cola 600 в один день, але дощ затримав Інді 500, через що він пропустив старт Coca-Cola 600, і його замінив Джастін Алгаєр, який фінішував 13-м. Незважаючи на пропуск гонки Coca-Cola 600, Ларсону було надано звільнення, щоб зберегти право на участь у плей-офф.
У Сономі Ларсон здобув свою 26-ту перемогу в кар'єрі, яка зрівняла його з Дейлом Ернхардтом-молодшим і Фредом Лоренценом у списку рекордних перемог за весь час у Кубку Серії. Ця перемога також зробила Ларсона 10-м водієм в історії Кубка NASCAR, який виграв 5-ть шосейних гонок. 21 липня Ларсон виграв Цегельня 400.
У Брістольській гонці плей-офф Ларсон здобув свою 5-у перемогу в сезоні, провівши 462 кола з 500, що є найвищим результатом кіл, проведених пілотом HMS в одній гонці. 28-ма перемога Ларсона в кар'єрі зрівняла його з Карлом Едвардсом і Рексом Вайтом. Через три тижні Ларсон здобув свою 6-у перемогу в сезоні на Шарлотт Роваль. Ларсон фінішував 3-м у Мартінсвіллі, але цього було недостатньо, щоб перейти до Чемпіонату 4 і завершив сезон 6-м у заліку очок.

### Кар'єра відкритого колеса

#### Гонки на бездоріжжі
Ларсон володів командою спринтерських автомобілів Світ розбійників під назвою Кайл Ларсон Гонки, яка виставила автомобіль для Карсона Маседо. Після сезону 2017 року він отримав повне володіння командою, яка раніше називалася Ларсон Маркс Гонки. Команда закрилася після сезону 2020 року через пандемію COVID-19 та інші проблеми. Він їздить за свою власну команду (міджет) і Пола Сільва (крилата спринтерська машина) за обмеженим графіком.
18 січня 2020 року Ларсон вперше виграв на національному турнірі Chili Bowl над Крістофером Беллом. 5 травня було оголошено, що Ларсон братиме участь у Світ розбійників на Knoxville Raceway, починаючи з весни після призупинення та подальшого відновлення в серії. У Ноксвіллі він фінішував 10-м. Через два тижні на Федеративні Авто Запчастини Raceway Ларсон встановив час кваліфікаційного кола 9,995 секунди, перший час менше десяти секунд в історії траси. Посівши друге місце після свого зятя Бреда Світа в п'ятничному фільмі, Ларсон утримався від Брента Маркса та Світа в суботньому турнірі, щоб здобути свою першу перемогу в Світ розбійників після дискваліфікації.
У червні Ларсон приєднався до серії USAC для Тижня карликів в Індіані 2020. Він виграв усі 6-ть гонок у штаті Хузер, включаючи чемпіонат. Ларсон продовжував вигравати 9-ть прямих спринтерських гонок. 25 червня Ларсон візьме участь у повному Pennsylvania Speedweek для 410 спринтерських автомобілів. Ларсон переміг на Grandview Speedway, обійшовши Фредді Рамера за 2-а кола до кінця. Ларсон здобув свою другу перемогу того ж тижня після того, як очолював всю гонку в Хагерстауні.
3 липня Ларсон виграв Меморіал Мітча Сміта на спідвеї Вільямс Гроув. Наступного вечора він знову переміг у фінальному змаганні на Порт Роял Спідвей. Ларсон виграв титул Pennsylvania Speedweek з 4-а перемогами та 3-а подіумами. Ларсон брав участь у спринтерських автомобілях Зоряна траса чемпіонів на Knoxville Raceway, де він здобув свою 7-у перемогу поспіль. За підсумками сезону 2020 Ларсона було названо найкращим автогонщиком року 410 Sprint.
Після випробувань на трасі Черокі Спідвей у серпні 2020 року Ларсон оголосив, що дебютуватиме на пізніх моделях на Порт Роял Спідвей у Lucas Oil Late Model Dirt Series для власника Кевіна Рамлі. Фінішувавши 5-м у першу ніч заходу, Ларсон лідирував без перегонів у другій нічній гонці, щоб перемогти у своєму другому грунтовому старті пізньої моделі.
Ларсон виграв фінал серії USAC Срібна корона на Спрінгфілд-Майл. 27 жовтня було оголошено, що Ларсон дебютує у Світ розбійників Пізня модельна серія у Шарлотті. Ларсон брав участь у двох останніх гонках сезону на ґрунтовій трасі Шарлотт Мотор Спідвей, де встановив новий рекорд у кваліфікації та фінішував 8-м.
Після свого відновлення в NASCAR і підписання контракту з Хендрік Автоспорт у жовтні 2020 року Ларсон зазначив в інтерв'ю The Dale Jr. Download, що йому буде дозволено продовжувати брати участь у гонках на додачу до серії Кубка, за умови, що остання буде його основним завданням.
16 січня 2021 року Ларсон виграв свій другий поспіль чемпіонат Чилі Боул Національний. Через тиждень він виграв першу гонку сезону Lucas Oil Late Model Dirt Series на All-Tech Raceway. Ларсон виграв третю щорічну гонку BC39 проти 74 USAC Національні карлики на ґрунтовій трасі Індіанаполіс Мотор Спідвей. Ларсон тричі вигравав Knoxville Nationals у 2021, 2023 та 2024 роках, ставши 8-им багаторазовим переможцем, а також 8-им послідовним переможцем події.
18 січня 2025 року Ларсон виграв свій третій чемпіонат Чилі Боул Національний після того, як стартував з поула та лідирував у гонці на 40 кіл від прапора до прапора.

#### Інді гонки на автомобілях
12 січня 2023 року було оголошено, що Ларсон спробує пройти кваліфікацію на Індіанаполіс 500 2024 року з Стріла Макларена і Хендрік Автоспорт. Після відкладеного через дощ старту Інді 500 Ларсон стартував п'ятим і біг серед лідируючих автомобілів, поки його не покарали за перевищення швидкості на піт-лейн і фінішував 18-м. Затримка дощу вплинула на щільний графік Ларсона, через що він пропустив початок Coca-Cola 600. Ларсона назвали найкращим новачком року Індіанаполіс 500 2024 року.
10 вересня 2024 року було оголошено, що Ларсон повернеться до Індіанаполіс 500 у 2025 році, а McLaren погодиться вибрати варіант другого року.

### Інші гонки
4 січня 2014 року Чіп Ганасі Гонки оголосила, що Ларсон візьме участь у 24-годинній гонці Дайтони на машині № 02 разом зі Скоттом Діксоном, Тоні Канааном і Маріно Франкітті. Під час прес-конференції Ларсон заявив: "Ти виростаєш, спостерігаючи за хлопцями з NASCAR, а потім відчуваєш «вау», коли зустрічаєш їх. А потім, дивлячись на хлопців у різних серіалах, зустріч із ними та робота з ними є фактором «вау». Під час свого дебюту на Rolex 24 машина Ларсона заглохла та отримала штраф за перевищення швидкості, але він завершив свою поїздку на п'ятому місці.
Ларсон повернувся на прототипі Форд Дейтона № 02 на подію 2015 року разом із товаришами по команді Чіп Ганасі Гонки з IndyCar Скоттом Діксоном і Тоні Канааном і NASCAR Джеймі МакМюрреєм . У підсумку команда виграла гонку.
У 2016 році Ларсон знову повернувся на 24 години Дайтони на прототипі Ford EcoBoost Daytona для Чіп Ганасі Гонки. Команда складалася з тих самих пілотів, що й машина-переможець 2015 року, але зіткнулася з проблемами з несправністю гальм, які мучили команду протягом всієї гонки.

## У популярних ЗМІ
Ларсон знявся в епізодичній ролі водія лімузина у фільмі 2017 року Логан Лакі.

## Особисте життя

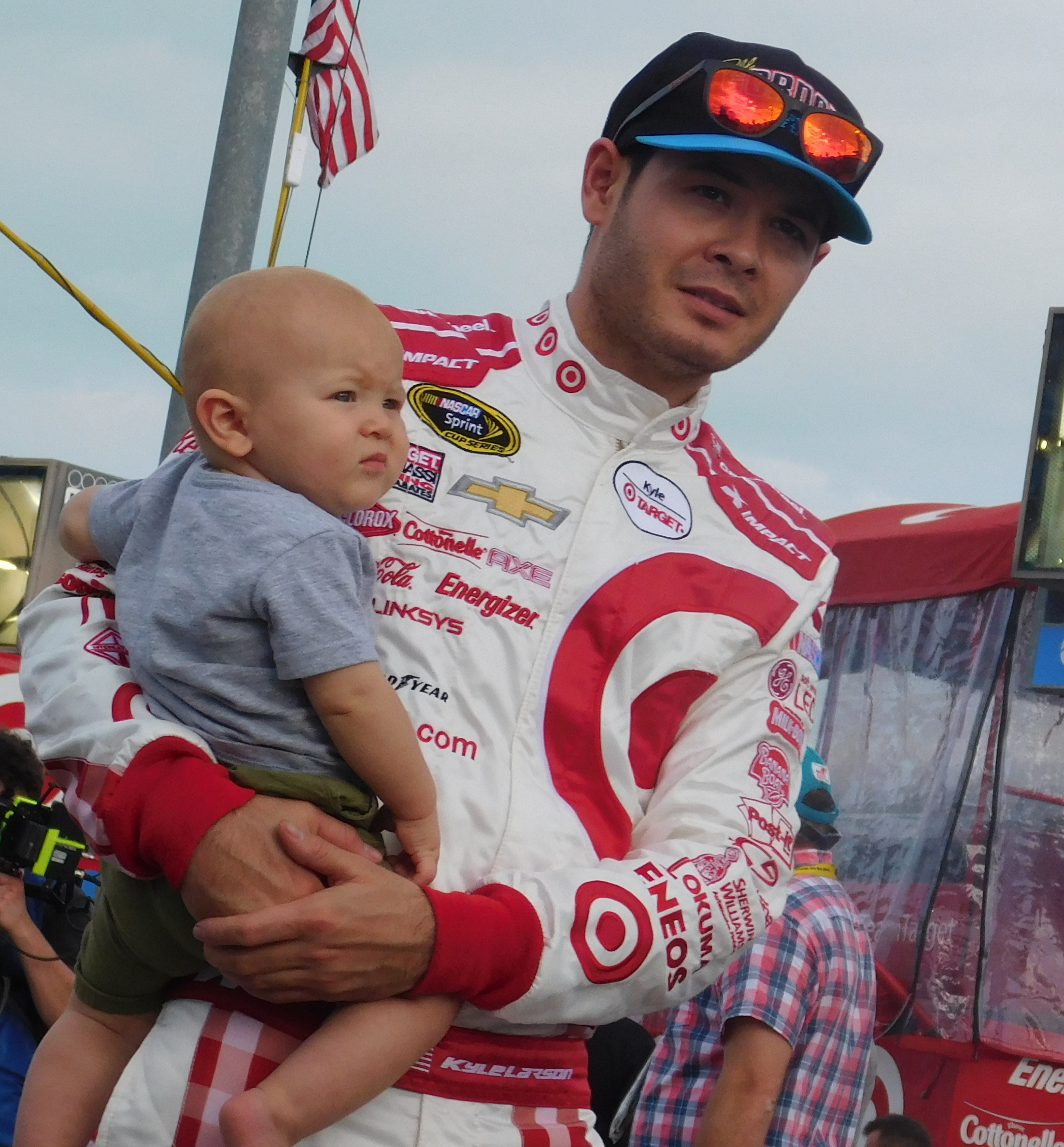
Ларсон і його син Оуен у 2015 році

Мати Ларсона — американка японського походження, і її батьки провели час у японському таборі для інтернованих . Дружина Ларсона — Кейтлін Світ, сестра колишнього гонщика Світ розбійників Спринт Автомобільна серія і гонщика NASCAR Бреда Світа. 13 червня 2014 року Ларсон оголосив, що вони зі своєю дівчиною чекають первістка. 16 липня Ларсон оголосив, що дитина народилася хлопчик. Оуен Міята Ларсон народився 22 грудня 2014 року. 8 листопада 2017 року Ларсон оголосив у соціальних мережах, що вони з Кейтлін чекають другу дитину, яка має народитися у травні 2018 року. Одрі Лейн Ларсон народилася в 2018 році. 22 грудня 2017 року Ларсон і Світ заручилися, а 26 вересня 2018 року вони одружилися. 31 грудня 2022 року у Ларсона і Кейтлін народилася третя дитина Купер Дональд Ларсон.

## Результати автоспортивної кар'єри

### Резюме кар'єри
| Year | Series                                   | Team                     | Races | Wins | Top 5 | Top 10 | Poles | Points | Position |
| ---- | ---------------------------------------- | ------------------------ | ----- | ---- | ----- | ------ | ----- | ------ | -------- |
| 2012 | NASCAR K&amp;N Pro Series East           | Rev Racing               | 14    | 2    | 8     | 12     | 1     | 536    | 1st      |
| 2012 | NASCAR Camping World Truck Series        | Turner Motorsports       | 4     | 1    | 2     | 3      | 0     | 134    | 35th     |
| 2012 | ARCA Racing Series                       | Eddie Sharp Racing       | 1     | 0    | 0     | 0      | 0     | 165    | 102nd    |
| 2013 | NASCAR Nationwide Series                 | Turner Scott Motorsports | 33    | 0    | 9     | 17     | 0     | 995    | 8th      |
| 2013 | NASCAR Camping World Truck Series        | Turner Scott Motorsports | 4     | 0    | 1     | 2      | 0     | 01     | 85th     |
| 2013 | ARCA Racing Series                       | Turner Scott Motorsports | 1     | 0    | 1     | 1      | 0     | 220    | 95th     |
| 2013 | NASCAR Sprint Cup Series                 | Phoenix Racing           | 4     | 0    | 0     | 0      | 0     | 01     | 57th     |
| 2014 | NASCAR Sprint Cup Series                 | Chip Ganassi Racing      | 36    | 0    | 8     | 17     | 1     | 1080   | 17th     |
| 2014 | IMSA Tudor United SportsCar Championship | Chip Ganassi Racing      | 1     | 0    | 0     | 0      | 0     | 24     | 46th     |
| 2014 | NASCAR Nationwide Series                 | Turner Scott Motorsports | 28    | 2    | 14    | 21     | 1     | 01     | 80th     |
| 2014 | NASCAR Camping World Truck Series        | Turner Scott Motorsports | 3     | 0    | 1     | 1      | 2     | 01     | 92nd     |
| 2014 | NASCAR K&amp;N Pro Series West           | Turner Scott Motorsports | 1     | 1    | 1     | 1      | 1     | 48     | 47th     |
| 2014 | ARCA Racing Series                       | Turner Scott Motorsports | 1     | 1    | 1     | 1      | 1     | 250    | 66th     |
| 2015 | NASCAR Sprint Cup Series                 | Chip Ganassi Racing      | 35    | 0    | 2     | 10     | 0     | 872    | 19th     |
| 2015 | IMSA Tudor United SportsCar Championship | Chip Ganassi Racing      | 1     | 1    | 1     | 1      | 0     | 36     | 23rd     |
| 2015 | NASCAR Xfinity Series                    | HScott Motorsports       | 14    | 1    | 4     | 9      | 0     | 01     | 87th     |
| 2015 | NASCAR Camping World Truck Series        | JR Motorsports           | 1     | 0    | 0     | 1      | 0     | 01     | 93rd     |
| 2016 | NASCAR Sprint Cup Series                 | Chip Ganassi Racing      | 36    | 1    | 10    | 15     | 0     | 2288   | 9th      |
| 2016 | NASCAR Xfinity Series                    | Chip Ganassi Racing      | 16    | 2    | 11    | 14     | 0     | 01     | 87th     |
| 2016 | IMSA WeatherTech SportsCar Championship  | Chip Ganassi Racing      | 1     | 0    | 0     | 0      | 0     | 25     | 29th     |
| 2016 | NASCAR Camping World Truck Series        | GMS Racing               | 3     | 1    | 3     | 3      | 0     | 01     | 82nd     |
| 2017 | Monster Energy NASCAR Cup Series         | Chip Ganassi Racing      | 36    | 4    | 15    | 20     | 3     | 2320   | 8th      |
| 2017 | NASCAR Xfinity Series                    | Chip Ganassi Racing      | 11    | 3    | 9     | 10     | 2     | 01     | 86th     |
| 2018 | Monster Energy NASCAR Cup Series         | Chip Ganassi Racing      | 36    | 0    | 12    | 19     | 3     | 2299   | 9th      |
| 2018 | NASCAR Xfinity Series                    | Chip Ganassi Racing      | 6     | 4    | 4     | 4      | 1     | 01     | 83rd     |
| 2019 | Monster Energy NASCAR Cup Series         | Chip Ganassi Racing      | 36    | 1    | 8     | 17     | 1     | 2339   | 6th      |
| 2020 | NASCAR Cup Series                        | Chip Ganassi Racing      | 4     | 0    | 1     | 3      | 0     | 121    | 34th     |
| 2021 | NASCAR Cup Series                        | Hendrick Motorsports     | 36    | 10   | 20    | 26     | 2     | 5040   | 1st      |
| 2021 | NASCAR Camping World Truck Series        | Niece Motorsports        | 1     | 0    | 0     | 0      | 0     | 01     | 115th    |
| 2022 | NASCAR Cup Series                        | Hendrick Motorsports     | 36    | 3    | 13    | 19     | 4     | 2354   | 7th      |
| 2022 | NASCAR Xfinity Series                    | Hendrick Motorsports     | 2     | 0    | 2     | 2      | 1     | 01     | 74th     |
| 2022 | NASCAR Xfinity Series                    | JR Motorsports           | 1     | 1    | 1     | 1      | 0     | 01     | 74th     |
| 2023 | NASCAR Cup Series                        | Hendrick Motorsports     | 36    | 4    | 15    | 18     | 2     | 5034   | 2nd      |
| 2023 | NASCAR Xfinity Series                    | Kaulig Racing            | 1     | 1    | 1     | 1      | 0     | 01     | 75th     |
| 2023 | NASCAR Xfinity Series                    | Hendrick Motorsports     | 2     | 1    | 1     | 1      | 1     | 01     | 75th     |
| 2023 | NASCAR Craftsman Truck Series            | Spire Motorsports        | 1     | 1    | 1     | 1      | 0     | 01     | 86th     |
| 2024 | IndyCar Series                           | McLaren-Hendrick         | 1     | 0    | 0     | 0      | 0     | 21     | 36th     |
| 2024 | NASCAR Cup Series                        | Hendrick Motorsports     | 35    | 6    | 15    | 18     | 5     | 2378   | 6th      |
| 2024 | NASCAR Xfinity Series                    | Hendrick Motorsports     | 2     | 1    | 2     | 2      | 1     | 01     | 79th     |

### NASCAR
(ключ) (Поул-позиція, отримана за кваліфікаційним часом. Поул-позиція, зароблена за очками або часом тренування. * — більшість кіл. ** — усі кола.)

#### Серія Кубка

##### Дейтона 500
| рік      | команда           | Виробник  | Почніть | Закінчити |
| -------- | ----------------- | --------- | ------- | --------- |
| 2014 рік | Чіп Ганасі Гонки  | Chevrolet | 16      | 38        |
| 2015 рік | Чіп Ганасі Гонки  | Chevrolet | 29      | 34        |
| 2016 рік | Чіп Ганасі Гонки  | Chevrolet | 14      | 7         |
| 2017 рік | Чіп Ганасі Гонки  | Chevrolet | 16      | 12        |
| 2018 рік | Чіп Ганасі Гонки  | Chevrolet | 38      | 19        |
| 2019 рік | Чіп Ганасі Гонки  | Chevrolet | 26      | 7         |
| 2020 рік | Чіп Ганасі Гонки  | Chevrolet | 8       | 10        |
| 2021 рік | Хендрік Автоспорт | Chevrolet | 13      | 10        |
| 2022 рік | Хендрік Автоспорт | Chevrolet | 1       | 32        |
| 2023 рік | Хендрік Автоспорт | Chevrolet | 2       | 18        |
| 2024 рік | Хендрік Автоспорт | Chevrolet | 17      | 11        |
| 2025 рік | Хендрік Автоспорт | Chevrolet |         |           |

#### Серія Xfinity
| NASCAR Xfinity Series results | NASCAR Xfinity Series results | NASCAR Xfinity Series results | NASCAR Xfinity Series results | NASCAR Xfinity Series results | NASCAR Xfinity Series results | NASCAR Xfinity Series results | NASCAR Xfinity Series results | NASCAR Xfinity Series results | NASCAR Xfinity Series results | NASCAR Xfinity Series results | NASCAR Xfinity Series results | NASCAR Xfinity Series results | NASCAR Xfinity Series results | NASCAR Xfinity Series results | NASCAR Xfinity Series results | NASCAR Xfinity Series results | NASCAR Xfinity Series results | NASCAR Xfinity Series results | NASCAR Xfinity Series results | NASCAR Xfinity Series results | NASCAR Xfinity Series results | NASCAR Xfinity Series results | NASCAR Xfinity Series results | NASCAR Xfinity Series results | NASCAR Xfinity Series results | NASCAR Xfinity Series results | NASCAR Xfinity Series results | NASCAR Xfinity Series results | NASCAR Xfinity Series results | NASCAR Xfinity Series results | NASCAR Xfinity Series results | NASCAR Xfinity Series results | NASCAR Xfinity Series results | NASCAR Xfinity Series results | NASCAR Xfinity Series results | NASCAR Xfinity Series results | NASCAR Xfinity Series results | NASCAR Xfinity Series results | NASCAR Xfinity Series results |
| Year                          | Team                          | No.                           | Make                          | 1                             | 2                             | 3                             | 4                             | 5                             | 6                             | 7                             | 8                             | 9                             | 10                            | 11                            | 12                            | 13                            | 14                            | 15                            | 16                            | 17                            | 18                            | 19                            | 20                            | 21                            | 22                            | 23                            | 24                            | 25                            | 26                            | 27                            | 28                            | 29                            | 30                            | 31                            | 32                            | 33                            | NXSC                          | Pts                           | Ref                           |
| ----------------------------- | ----------------------------- | ----------------------------- | ----------------------------- | ----------------------------- | ----------------------------- | ----------------------------- | ----------------------------- | ----------------------------- | ----------------------------- | ----------------------------- | ----------------------------- | ----------------------------- | ----------------------------- | ----------------------------- | ----------------------------- | ----------------------------- | ----------------------------- | ----------------------------- | ----------------------------- | ----------------------------- | ----------------------------- | ----------------------------- | ----------------------------- | ----------------------------- | ----------------------------- | ----------------------------- | ----------------------------- | ----------------------------- | ----------------------------- | ----------------------------- | ----------------------------- | ----------------------------- | ----------------------------- | ----------------------------- | ----------------------------- | ----------------------------- | ----------------------------- | ----------------------------- | ----------------------------- |
| 2013                          | Turner Scott Motorsports      | 32                            | Chevy                         | DAY 13                        | PHO 13                        | LVS 32                        | BRI 2                         | CAL 6                         | TEX 32                        | RCH 8                         | TAL 38                        | DAR 6                         | CLT 4                         | DOV 10                        | IOW 5                         | MCH 2                         | ROA 7                         | KEN 7                         | DAY 6                         | NHA 14                        | CHI 12                        | IND 11                        | IOW 5                         | GLN 30                        | MOH 14                        | BRI 5                         | ATL 5                         | RCH 14                        | CHI 32                        | KEN 33                        | DOV 2                         | KAN 30                        | CLT 13                        | TEX 9                         | PHO 32                        | HOM 2*                        | 8th                           | 995                           | [ 137 ]                       |
| 2014                          | Turner Scott Motorsports      | 42                            | Chevy                         | DAY 10                        | PHO 4                         | LVS 3                         | BRI 2                         | CAL 1                         | TEX 3                         | DAR 6                         | RCH 4                         | TAL 30                        | IOW                           | CLT 1*                        | DOV 6                         | MCH 8*                        | ROA                           | KEN 9                         | DAY 5                         | NHA 4                         | CHI 3                         | IND 8                         | IOW                           | GLN 15                        | MOH                           | BRI 26                        | ATL 3                         | RCH 13                        | CHI 2                         | KEN                           | DOV 6                         | KAN 30                        | CLT 5                         | TEX 12                        | PHO 13                        | HOM 3*                        | 80th                          | 01                            | [ 138 ]                       |
| 2015                          | HScott Motorsports            | 42                            | Chevy                         | DAY 8                         | ATL 10                        | LVS                           | PHO                           | CAL 7                         | TEX                           | BRI                           | RCH                           | TAL                           | IOW                           | CLT 33                        | DOV                           | MCH 3                         | CHI                           | DAY                           | KEN                           | NHA                           | IND 7                         | IOW                           | GLN 28                        | MOH                           | BRI 2                         | ROA                           | DAR 7                         | RCH                           | CHI 22                        | KEN                           | DOV 5                         | CLT                           | KAN                           | TEX 33                        | PHO 15                        | HOM 1*                        | 87th                          | 01                            | [ 139 ]                       |
| 2016                          | Chip Ganassi Racing           | 42                            | Chevy                         | DAY 34                        | ATL 2                         | LVS                           | PHO                           | CAL 8                         | TEX 11                        | BRI 3*                        | RCH                           | TAL                           | DOV                           | CLT 6                         | POC 1*                        | MCH                           | IOW                           | DAY                           | KEN                           | NHA                           | IND 4                         | IOW                           | GLN 3                         | MOH                           | BRI 3*                        | ROA                           | DAR 4                         | RCH                           | CHI 2                         | KEN                           | DOV                           | CLT 4*                        | KAN 5                         | TEX 1                         | PHO                           | HOM 7                         | 87th                          | 01                            | [ 140 ]                       |
| 2017                          | Chip Ganassi Racing           | 42                            | Chevy                         | DAY                           | ATL 3                         | LVS 2                         | PHO                           | CAL 1                         | TEX                           | BRI 7*                        | RCH 1                         | TAL                           | CLT                           | DOV 1*                        | POC 3                         | MCH                           | IOW                           | DAY                           | KEN                           | NHA 4                         | IND                           | IOW                           | GLN 40                        | MOH                           | BRI                           | ROA                           | DAR                           | RCH                           | CHI 2                         | KEN                           | DOV                           | CLT                           | KAN                           | TEX 3                         | PHO                           | HOM                           | 86th                          | 01                            | [ 141 ]                       |
| 2018                          | Chip Ganassi Racing           | 42                            | Chevy                         | DAY 29*                       | ATL                           | LVS 1*                        | PHO                           | CAL                           | TEX                           | BRI                           | RCH                           | TAL                           | DOV                           | CLT                           | POC                           | MCH                           | IOW                           | CHI 1*                        | DAY 1*                        | KEN                           | NHA                           | IOW                           | GLN 27                        | MOH                           | BRI 1*                        | ROA                           | DAR                           | IND                           | LVS                           | RCH                           | ROV                           | DOV                           | KAN                           | TEX                           | PHO                           | HOM                           | 83rd                          | 01                            | [ 142 ]                       |
| 2022                          | Hendrick Motorsports          | 17                            | Chevy                         | DAY                           | CAL                           | LVS                           | PHO                           | ATL                           | COA                           | RCH                           | MAR                           | TAL                           | DOV                           | DAR                           | TEX                           | CLT                           | PIR                           | NSH                           | ROA 2*                        | ATL                           | NHA                           | POC                           | IRC                           | MCH                           |                               |                               | DAR 5                         | KAN                           | BRI                           | TEX                           | TAL                           | ROV                           | LVS                           | HOM                           | MAR                           | PHO                           | 74th                          | 01                            | [ 143 ]                       |
| 2022                          | JR Motorsports                | 88                            | Chevy                         |                               |                               |                               |                               |                               |                               |                               |                               |                               |                               |                               |                               |                               |                               |                               |                               |                               |                               |                               |                               |                               | GLN 1                         | DAY                           |                               |                               |                               |                               |                               |                               |                               |                               |                               |                               | 74th                          | 01                            | [ 143 ]                       |
| 2023                          | Kaulig Racing                 | 10                            | Chevy                         | DAY                           | CAL                           | LVS                           | PHO                           | ATL                           | COA                           | RCH                           | MAR                           | TAL                           | DOV                           | DAR 1                         | CLT                           | PIR                           |                               |                               |                               |                               |                               |                               |                               |                               |                               |                               |                               |                               |                               |                               |                               |                               |                               |                               |                               |                               | 75th                          | 01                            | [ 144 ]                       |
| 2023                          | Hendrick Motorsports          | 17                            | Chevy                         |                               |                               |                               |                               |                               |                               |                               |                               |                               |                               |                               |                               |                               | SON 3*                        | NSH                           | CSC                           | ATL                           | NHA                           | POC                           | ROA                           | MCH                           | IRC                           | GLN                           | DAY                           | DAR 38                        | KAN                           | BRI                           | TEX                           | ROV                           | LVS                           | HOM                           | MAR                           | PHO                           | 75th                          | 01                            | [ 144 ]                       |
| 2024                          | Hendrick Motorsports          | 17                            | Chevy                         | DAY                           | ATL                           | LVS                           | PHO                           | COA 1                         | RCH                           | MAR                           | TEX                           | TAL                           | DOV                           | DAR                           | CLT                           | PIR                           | SON                           | IOW                           | NHA                           | NSH                           | CSC 3                         | POC                           | IND                           | MCH                           | DAY                           | DAR                           | ATL                           | GLN                           | BRI                           | KAN                           | TAL                           | ROV                           | LVS                           | HOM                           | MAR                           | PHO                           | 79th                          | 01                            | [ 145 ]                       |

#### Серія вантажівок Craftsman
| NASCAR Craftsman Truck Series results | NASCAR Craftsman Truck Series results | NASCAR Craftsman Truck Series results | NASCAR Craftsman Truck Series results | NASCAR Craftsman Truck Series results | NASCAR Craftsman Truck Series results | NASCAR Craftsman Truck Series results | NASCAR Craftsman Truck Series results | NASCAR Craftsman Truck Series results | NASCAR Craftsman Truck Series results | NASCAR Craftsman Truck Series results | NASCAR Craftsman Truck Series results | NASCAR Craftsman Truck Series results | NASCAR Craftsman Truck Series results | NASCAR Craftsman Truck Series results | NASCAR Craftsman Truck Series results | NASCAR Craftsman Truck Series results | NASCAR Craftsman Truck Series results | NASCAR Craftsman Truck Series results | NASCAR Craftsman Truck Series results | NASCAR Craftsman Truck Series results | NASCAR Craftsman Truck Series results | NASCAR Craftsman Truck Series results | NASCAR Craftsman Truck Series results | NASCAR Craftsman Truck Series results | NASCAR Craftsman Truck Series results | NASCAR Craftsman Truck Series results | NASCAR Craftsman Truck Series results | NASCAR Craftsman Truck Series results | NASCAR Craftsman Truck Series results |
| Year                                  | Team                                  | No.                                   | Make                                  | 1                                     | 2                                     | 3                                     | 4                                     | 5                                     | 6                                     | 7                                     | 8                                     | 9                                     | 10                                    | 11                                    | 12                                    | 13                                    | 14                                    | 15                                    | 16                                    | 17                                    | 18                                    | 19                                    | 20                                    | 21                                    | 22                                    | 23                                    | NCTC                                  | Pts                                   | Ref                                   |
| ------------------------------------- | ------------------------------------- | ------------------------------------- | ------------------------------------- | ------------------------------------- | ------------------------------------- | ------------------------------------- | ------------------------------------- | ------------------------------------- | ------------------------------------- | ------------------------------------- | ------------------------------------- | ------------------------------------- | ------------------------------------- | ------------------------------------- | ------------------------------------- | ------------------------------------- | ------------------------------------- | ------------------------------------- | ------------------------------------- | ------------------------------------- | ------------------------------------- | ------------------------------------- | ------------------------------------- | ------------------------------------- | ------------------------------------- | ------------------------------------- | ------------------------------------- | ------------------------------------- | ------------------------------------- |
| 2012                                  | Turner Motorsports                    | 4                                     | Chevy                                 | DAY                                   | MAR                                   | CAR                                   | KAN                                   | CLT                                   | DOV                                   | TEX                                   | KEN 10                                | IOW                                   | CHI                                   | POC                                   | MCH                                   | BRI                                   | ATL 6                                 | IOW                                   | KEN                                   | LVS                                   | TAL                                   | MAR                                   | TEX                                   | PHO 2                                 | HOM 27*                               |                                       | 35th                                  | 134                                   | [ 146 ]                               |
| 2013                                  | Turner Scott Motorsports              | 30                                    | Chevy                                 | DAY                                   | MAR                                   | CAR 1*                                | KAN                                   | CLT                                   | DOV                                   | TEX                                   | KEN                                   | IOW                                   | ELD 2                                 | POC                                   | MCH                                   | BRI                                   | MSP                                   | IOW                                   | CHI                                   | LVS                                   | TAL                                   | MAR                                   | TEX                                   | PHO                                   | HOM                                   |                                       | 85th                                  | 01                                    | [ 147 ]                               |
| 2014                                  | Turner Scott Motorsports              | 32                                    | Chevy                                 | DAY                                   | MAR                                   | KAN                                   | CLT                                   | DOV                                   | TEX                                   | GTW                                   | KEN                                   | IOW                                   | ELD 26                                | POC 18                                | MCH                                   | BRI                                   | MSP                                   | CHI                                   | NHA                                   | LVS                                   | TAL                                   | MAR                                   | TEX                                   | PHO                                   |                                       |                                       | 92nd                                  | 01                                    | [ 148 ]                               |
| 2014                                  | Turner Scott Motorsports              | 42                                    | Chevy                                 |                                       |                                       |                                       |                                       |                                       |                                       |                                       |                                       |                                       |                                       |                                       |                                       |                                       |                                       |                                       |                                       |                                       |                                       |                                       |                                       |                                       | HOM 2*                                |                                       | 92nd                                  | 01                                    | [ 148 ]                               |
| 2015                                  | JR Motorsports                        | 00                                    | Chevy                                 | DAY                                   | ATL                                   | MAR                                   | KAN                                   | CLT                                   | DOV                                   | TEX                                   | GTW                                   | IOW                                   | KEN                                   | ELD                                   | POC                                   | MCH                                   | BRI                                   | MSP                                   | CHI 7                                 | NHA                                   | LVS                                   | TAL                                   | MAR                                   | TEX                                   | PHO                                   | HOM                                   | 93rd                                  | 01                                    | [ 149 ]                               |
| 2016                                  | GMS Racing                            | 24                                    | Chevy                                 | DAY                                   | ATL                                   | MAR 4                                 | KAN                                   | DOV                                   | CLT                                   | TEX                                   | IOW                                   | GTW                                   | KEN                                   | ELD 1                                 | POC                                   | BRI                                   | MCH                                   | MSP                                   | CHI                                   | NHA                                   | LVS                                   | TAL                                   | MAR                                   | TEX                                   | PHO                                   | HOM 4*                                | 82nd                                  | 01                                    | [ 150 ]                               |
| 2021                                  | Niece Motorsports                     | 44                                    | Chevy                                 | DAY                                   | DRC                                   | LVS                                   | ATL                                   | BRD 35                                | RCH                                   | KAN                                   | DAR                                   | COA                                   | CLT                                   | TEX                                   | NSH                                   | POC                                   | KNX                                   | GLN                                   | GTW                                   | DAR                                   | BRI                                   | LVS                                   | TAL                                   | MAR                                   | PHO                                   |                                       | 115th                                 | 01                                    | [ 151 ]                               |
| 2023                                  | Spire Motorsports                     | 7                                     | Chevy                                 | DAY                                   | LVS                                   | ATL                                   | COA                                   | TEX                                   | BRD                                   | MAR                                   | KAN                                   | DAR                                   | NWS 1*                                | CLT                                   | GTW                                   | NSH                                   | MOH                                   | POC                                   | RCH                                   | IRP                                   | MLW                                   | KAN                                   | BRI                                   | TAL                                   | HOM                                   | PHO                                   | 86th                                  | 01                                    | [ 152 ]                               |

*Сезон ще триває
1 Не має права на очки серії

#### K&N Pro Series East
| Результати NASCAR K&amp;N Pro Series East | Результати NASCAR K&amp;N Pro Series East | Результати NASCAR K&amp;N Pro Series East | Результати NASCAR K&amp;N Pro Series East | Результати NASCAR K&amp;N Pro Series East | Результати NASCAR K&amp;N Pro Series East | Результати NASCAR K&amp;N Pro Series East | Результати NASCAR K&amp;N Pro Series East | Результати NASCAR K&amp;N Pro Series East | Результати NASCAR K&amp;N Pro Series East | Результати NASCAR K&amp;N Pro Series East | Результати NASCAR K&amp;N Pro Series East | Результати NASCAR K&amp;N Pro Series East | Результати NASCAR K&amp;N Pro Series East | Результати NASCAR K&amp;N Pro Series East | Результати NASCAR K&amp;N Pro Series East | Результати NASCAR K&amp;N Pro Series East | Результати NASCAR K&amp;N Pro Series East | Результати NASCAR K&amp;N Pro Series East | Результати NASCAR K&amp;N Pro Series East | Результати NASCAR K&amp;N Pro Series East |
| рік                                       | команда                                   | немає                                     | зробити                                   | 1                                         | 2                                         | 3                                         | 4                                         | 5                                         | 6                                         | 7                                         | 8                                         | 9                                         | 10                                        | 11                                        | 12                                        | 13                                        | 14                                        |                                           | Очки                                      | посилання                                 |
| ----------------------------------------- | ----------------------------------------- | ----------------------------------------- | ----------------------------------------- | ----------------------------------------- | ----------------------------------------- | ----------------------------------------- | ----------------------------------------- | ----------------------------------------- | ----------------------------------------- | ----------------------------------------- | ----------------------------------------- | ----------------------------------------- | ----------------------------------------- | ----------------------------------------- | ----------------------------------------- | ----------------------------------------- | ----------------------------------------- | ----------------------------------------- | ----------------------------------------- | ----------------------------------------- |
| 2012 рік                                  | Перегони                                  | 6                                         | Toyota                                    | BRI 9                                     | GRE 17                                    | RCH 4                                     |                                           | BGS 5                                     | JFC 1                                     | LGY 7                                     | CNB 2                                     | ПОЛКОВНИК 21                              | IOW 2                                     | NHA 1                                     | DOV 5                                     | GRE 4                                     | АВТОМОБІЛЬ 6                              | 1-й                                       | 536                                       | [ 153 ]                                   |
| 2012 рік                                  | Перегони                                  | 69                                        | Toyota                                    |                                           |                                           |                                           | IOW 6                                     |                                           |                                           |                                           |                                           |                                           |                                           |                                           |                                           |                                           |                                           | 1-й                                       | 536                                       | [ 153 ]                                   |

#### K&N Професійна серія Захід
| Результати NASCAR K&amp;N Pro Series West | Результати NASCAR K&amp;N Pro Series West | Результати NASCAR K&amp;N Pro Series West | Результати NASCAR K&amp;N Pro Series West | Результати NASCAR K&amp;N Pro Series West | Результати NASCAR K&amp;N Pro Series West | Результати NASCAR K&amp;N Pro Series West | Результати NASCAR K&amp;N Pro Series West | Результати NASCAR K&amp;N Pro Series West | Результати NASCAR K&amp;N Pro Series West | Результати NASCAR K&amp;N Pro Series West | Результати NASCAR K&amp;N Pro Series West | Результати NASCAR K&amp;N Pro Series West | Результати NASCAR K&amp;N Pro Series West | Результати NASCAR K&amp;N Pro Series West | Результати NASCAR K&amp;N Pro Series West | Результати NASCAR K&amp;N Pro Series West | Результати NASCAR K&amp;N Pro Series West | Результати NASCAR K&amp;N Pro Series West | Результати NASCAR K&amp;N Pro Series West | Результати NASCAR K&amp;N Pro Series West |
| рік                                       | команда                                   | немає                                     | зробити                                   | 1                                         | 2                                         | 3                                         | 4                                         | 5                                         | 6                                         | 7                                         | 8                                         | 9                                         | 10                                        | 11                                        | 12                                        | 13                                        | 14                                        |                                           | Очки                                      | посилання                                 |
| ----------------------------------------- | ----------------------------------------- | ----------------------------------------- | ----------------------------------------- | ----------------------------------------- | ----------------------------------------- | ----------------------------------------- | ----------------------------------------- | ----------------------------------------- | ----------------------------------------- | ----------------------------------------- | ----------------------------------------- | ----------------------------------------- | ----------------------------------------- | ----------------------------------------- | ----------------------------------------- | ----------------------------------------- | ----------------------------------------- | ----------------------------------------- | ----------------------------------------- | ----------------------------------------- |
| 2014 рік                                  | Turner Scott Motorsports                  | 42                                        | Chevy                                     | PHO                                       | IRW                                       | S99                                       | IOW                                       | KCR                                       | СИН 1**                                   | SLS                                       | ЦНС                                       | IOW                                       | EVG                                       | KCR                                       | MMP                                       | ААС                                       | PHO                                       | 47-й                                      | 48                                        | [ 154 ]                                   |

### Серія ARCA Менарди
(ключ) (Жирний — поул-позиція, зароблена за кваліфікаційним часом. Курсив — поул-позиція, зароблена за очками або часом тренування. * — більшість кіл з перевагою.)
| ARCA Racing Series results | ARCA Racing Series results | ARCA Racing Series results | ARCA Racing Series results | ARCA Racing Series results | ARCA Racing Series results | ARCA Racing Series results | ARCA Racing Series results | ARCA Racing Series results | ARCA Racing Series results | ARCA Racing Series results | ARCA Racing Series results | ARCA Racing Series results | ARCA Racing Series results | ARCA Racing Series results | ARCA Racing Series results | ARCA Racing Series results | ARCA Racing Series results | ARCA Racing Series results | ARCA Racing Series results | ARCA Racing Series results | ARCA Racing Series results | ARCA Racing Series results | ARCA Racing Series results | ARCA Racing Series results | ARCA Racing Series results | ARCA Racing Series results | ARCA Racing Series results |
| Year                       | Team                       | No.                        | Make                       | 1                          | 2                          | 3                          | 4                          | 5                          | 6                          | 7                          | 8                          | 9                          | 10                         | 11                         | 12                         | 13                         | 14                         | 15                         | 16                         | 17                         | 18                         | 19                         | 20                         | 21                         | ARSC                       | Pts                        | Ref                        |
| -------------------------- | -------------------------- | -------------------------- | -------------------------- | -------------------------- | -------------------------- | -------------------------- | -------------------------- | -------------------------- | -------------------------- | -------------------------- | -------------------------- | -------------------------- | -------------------------- | -------------------------- | -------------------------- | -------------------------- | -------------------------- | -------------------------- | -------------------------- | -------------------------- | -------------------------- | -------------------------- | -------------------------- | -------------------------- | -------------------------- | -------------------------- | -------------------------- |
| 2012                       | Eddie Sharp Racing         | 6                          | Chevy                      | DAY                        | MOB                        | SLM                        | TAL                        | TOL                        | ELK                        | POC                        | MCH 13                     | WIN                        | NJE                        | IOW                        | CHI                        | IRP                        | POC                        | BLN                        | ISF                        | MAD                        | SLM                        | DSF                        | KAN                        |                            | 102nd                      | 165                        | [ 155 ]                    |
| 2013                       | Turner Scott Motorsports   | 4                          | Chevy                      | DAY 2                      | MOB                        | SLM                        | TAL                        | TOL                        | ELK                        | POC                        | MCH                        | ROA                        | WIN                        | CHI                        | NJE                        | POC                        | BLN                        | ISF                        | MAD                        | DSF                        | IOW                        | SLM                        | KEN                        | KAN                        | 95th                       | 220                        | [ 156 ]                    |
| 2014                       | Turner Scott Motorsports   | 4                          | Chevy                      | DAY                        | MOB                        | SLM                        | TAL                        | TOL                        | NJE                        | POC 1*                     | MCH                        | ELK                        | WIN                        | CHI                        | IRP                        | POC                        | BLN                        | ISF                        | MAD                        | DSF                        | SLM                        | KEN                        | KAN                        |                            | 66th                       | 250                        | [ 157 ]                    |

#### АВТОМОБІЛІ Останні моделі стокових автомобілів
(ключ) (жирний – Поул-позиція в таблиці отримана за кваліфікаційний час. Курсив – Поул-позиція, зароблена за результатами заліку очок або за час тренувань. * – Більшість кіл лідерство. ** – Усі кола лідирували.)
| CARS Late Model Stock Car Tour результати | CARS Late Model Stock Car Tour результати | CARS Late Model Stock Car Tour результати | CARS Late Model Stock Car Tour результати | CARS Late Model Stock Car Tour результати | CARS Late Model Stock Car Tour результати | CARS Late Model Stock Car Tour результати | CARS Late Model Stock Car Tour результати | CARS Late Model Stock Car Tour результати | CARS Late Model Stock Car Tour результати | CARS Late Model Stock Car Tour результати | CARS Late Model Stock Car Tour результати | CARS Late Model Stock Car Tour результати | CARS Late Model Stock Car Tour результати | CARS Late Model Stock Car Tour результати | CARS Late Model Stock Car Tour результати | CARS Late Model Stock Car Tour результати | CARS Late Model Stock Car Tour результати | CARS Late Model Stock Car Tour результати | CARS Late Model Stock Car Tour результати | CARS Late Model Stock Car Tour результати | CARS Late Model Stock Car Tour результати | CARS Late Model Stock Car Tour результати |
| рік                                       | команда                                   | номер                                     | зробити                                   | 1                                         | 2                                         | 3                                         | 4                                         | 5                                         | 6                                         | 7                                         | 8                                         | 9                                         | 10                                        | 11                                        | 12                                        | 13                                        | 14                                        | 15                                        | 16                                        |                                           | Очки                                      | посилання                                 |
| ----------------------------------------- | ----------------------------------------- | ----------------------------------------- | ----------------------------------------- | ----------------------------------------- | ----------------------------------------- | ----------------------------------------- | ----------------------------------------- | ----------------------------------------- | ----------------------------------------- | ----------------------------------------- | ----------------------------------------- | ----------------------------------------- | ----------------------------------------- | ----------------------------------------- | ----------------------------------------- | ----------------------------------------- | ----------------------------------------- | ----------------------------------------- | ----------------------------------------- | ----------------------------------------- | ----------------------------------------- | ----------------------------------------- |
| 2023 рік                                  | JR Motorsports                            | 5                                         | Chevy                                     | SNM                                       | FLC                                       | HCY                                       | ACE                                       | NWS                                       | LGY                                       | DOM                                       | CRW 7                                     | HCY                                       | ACE                                       | TCM                                       | WKS                                       | ААС                                       | SBO                                       | TCM                                       | CRW                                       | 42-й                                      | 27                                        | [ 158 ]                                   |

### Повні результати Чемпіонату Спортивних Машин
(ключ) (Гонки, виділені жирним шрифтом, означають поул-позицію в таблиці) (Гонки, виділені курсивом, позначають найшвидше коло)
| Year | Team                | Class | Make                   | Engine                       | 1     | 2   | 3   | 4   | 5   | 6   | 7   | 8   | 9   | 10  | 11  | Pos. | Points | Ref     |
| ---- | ------------------- | ----- | ---------------------- | ---------------------------- | ----- | --- | --- | --- | --- | --- | --- | --- | --- | --- | --- | ---- | ------ | ------- |
| 2014 | Chip Ganassi Racing | P     | Ford EcoBoost Riley DP | Ford Ecoboost 3.5 L V6 Turbo | DAY 8 | SEB | LBH | LGA | DET | WGL | MOS | IMS | ELK | COA | PET | 46th | 24     | [ 159 ] |
| 2015 | Chip Ganassi Racing | P     | Ford EcoBoost Riley DP | Ford Ecoboost 3.5 L V6 Turbo | DAY 1 | SEB | LBH | LAG | DET | WGL | MOS | ROA | COA | PET |     | 23rd | 36     | [ 160 ] |
| 2016 | Chip Ganassi Racing | P     | Ford EcoBoost Riley DP | Ford Ecoboost 3.5 L V6 Turbo | DAY 7 | SEB | LBH | LAG | DET | WGL | MOS | ROA | COA | PET |     | 29th | 25     | [ 161 ] |

#### 24 години Дейтони
| 2014 рік | П | 02 | Чіп Ганасі Гонки | Форд Райлі ДП | Скотт Діксон Тоні Канаан Маріно Франчітті | 667 | 15 DNF | 8 DNF | [ 159 ] |
| 2015 рік | П | 02 | Чіп Ганасі Гонки | Форд Райлі ДП | Скотт Діксон Тоні Канаан Джеймі МакМюррей | 740 | 1      | 1     | [ 160 ] |
| 2016 рік | П | 02 | Чіп Ганасі Гонки | Форд Райлі ДП | Скотт Діксон Тоні Канаан Джеймі МакМюррей | 708 | 13     | 7     | [ 161 ] |

### Результати американського відкритого колеса

#### Серія IndyCar
(ключ) (Гонки, виділені жирним шрифтом, означають поул-позицію в таблиці; гонки, виділені курсивом, позначають найшвидше коло)
| Year | Team                        | Chassis      | No. | Engine    | 1   | 2   | 3   | 4   | 5   | 6       | 7   | 8   | 9   | 10  | 11  | 12  | 13  | 14  | 15  | 16  | 17  | 18  | Rank | Points | Ref     |
| ---- | --------------------------- | ------------ | --- | --------- | --- | --- | --- | --- | --- | ------- | --- | --- | --- | --- | --- | --- | --- | --- | --- | --- | --- | --- | ---- | ------ | ------- |
| 2024 | Arrow McLaren/Rick Hendrick | Dallara DW12 | 17  | Chevrolet | STP | THE | LBH | ALA | IMS | INDY 18 | DET | ROA | LAG | MDO | IOW | IOW | TOR | GTW | POR | MIL | MIL | NSH | 36th | 21     | [ 162 ] |
| 2025 | Arrow McLaren/Rick Hendrick | Dallara DW12 | 17  | Chevrolet | STP | THE | LBH | ALA | IMS | INDY    | DET | GTW | ROA | MDO | IOW | IOW | TOR | LAG | POR | MIL | NSH |     | -    | 0      |         |

##### Індіанаполіс 500
| рік      | шасі    | Двигун    | старт | Закінчити | команда                     |
| -------- | ------- | --------- | ----- | --------- | --------------------------- |
| 2024 рік | Даллара | Chevrolet | 5     | 18        | Arrow McLaren / Рік Хендрік |
| 2025 рік | Даллара | Chevrolet |       |           | Arrow McLaren / Рік Хендрік |